# Llista d'asteroides (164001-165000)
Llista d'asteroides del 164001 al 165000, amb data de descoberta i descobridor. És un fragment de la llista d'asteroides completa. Als asteroides se'ls dona un número quan es confirma la seva òrbita, per tant apareixen llistats aproximadament segons la data de descobriment.
Contingut: 164001... 164101... 164201... 164301... 164401... 164501... 164601... 164701... 164801... 164901... 

| Nom                | Designació provisional | Data de descobriment   | Lloc de descobriment | Descobridor/s                                          |
| 164001-164100      | 164001-164100          | 164001-164100          | 164001-164100        | 164001-164100                                          |
| ------------------ | ---------------------- | ---------------------- | -------------------- | ------------------------------------------------------ |
| 164001 -           | 2003 UP170             | 22 d'octubre de 2003   | Kitt Peak            | Spacewatch                                             |
| 164002 -           | 2003 UU172             | 20 d'octubre de 2003   | Socorro              | LINEAR                                                 |
| 164003 -           | 2003 UE174             | 21 d'octubre de 2003   | Kitt Peak            | Spacewatch                                             |
| 164004 -           | 2003 UR174             | 21 d'octubre de 2003   | Kitt Peak            | Spacewatch                                             |
| 164005 -           | 2003 US185             | 21 d'octubre de 2003   | Kitt Peak            | Spacewatch                                             |
| 164006 Thierry     | 2003 UT185             | 21 d'octubre de 2003   | Saint-Sulpice        | Saint-Sulpice                                          |
| 164007 -           | 2003 UW186             | 22 d'octubre de 2003   | Socorro              | LINEAR                                                 |
| 164008 -           | 2003 UJ189             | 22 d'octubre de 2003   | Kitt Peak            | Spacewatch                                             |
| 164009 -           | 2003 UZ189             | 22 d'octubre de 2003   | Kitt Peak            | Spacewatch                                             |
| 164010 -           | 2003 UV192             | 20 d'octubre de 2003   | Kitt Peak            | Spacewatch                                             |
| 164011 -           | 2003 UX194             | 20 d'octubre de 2003   | Palomar              | NEAT                                                   |
| 164012 -           | 2003 UL197             | 21 d'octubre de 2003   | Kitt Peak            | Spacewatch                                             |
| 164013 -           | 2003 UT197             | 21 d'octubre de 2003   | Anderson Mesa        | LONEOS                                                 |
| 164014 -           | 2003 UO200             | 21 d'octubre de 2003   | Socorro              | LINEAR                                                 |
| 164015 -           | 2003 UC203             | 21 d'octubre de 2003   | Kitt Peak            | Spacewatch                                             |
| 164016 -           | 2003 UK204             | 21 d'octubre de 2003   | Kitt Peak            | Spacewatch                                             |
| 164017 -           | 2003 UL206             | 22 d'octubre de 2003   | Socorro              | LINEAR                                                 |
| 164018 -           | 2003 UP207             | 22 d'octubre de 2003   | Socorro              | LINEAR                                                 |
| 164019 -           | 2003 UR208             | 22 d'octubre de 2003   | Kitt Peak            | Spacewatch                                             |
| 164020 -           | 2003 UC219             | 21 d'octubre de 2003   | Socorro              | LINEAR                                                 |
| 164021 -           | 2003 UQ220             | 21 d'octubre de 2003   | Anderson Mesa        | LONEOS                                                 |
| 164022 -           | 2003 UA222             | 22 d'octubre de 2003   | Socorro              | LINEAR                                                 |
| 164023 -           | 2003 UZ222             | 22 d'octubre de 2003   | Socorro              | LINEAR                                                 |
| 164024 -           | 2003 UZ224             | 22 d'octubre de 2003   | Socorro              | LINEAR                                                 |
| 164025 -           | 2003 UH226             | 22 d'octubre de 2003   | Kitt Peak            | Spacewatch                                             |
| 164026 -           | 2003 UT227             | 23 d'octubre de 2003   | Kitt Peak            | Spacewatch                                             |
| 164027 -           | 2003 UY232             | 24 d'octubre de 2003   | Socorro              | LINEAR                                                 |
| 164028 -           | 2003 UA241             | 24 d'octubre de 2003   | Kitt Peak            | Spacewatch                                             |
| 164029 -           | 2003 UA244             | 24 d'octubre de 2003   | Socorro              | LINEAR                                                 |
| 164030 -           | 2003 UJ245             | 24 d'octubre de 2003   | Socorro              | LINEAR                                                 |
| 164031 -           | 2003 UQ247             | 24 d'octubre de 2003   | Socorro              | LINEAR                                                 |
| 164032 -           | 2003 UR249             | 25 d'octubre de 2003   | Socorro              | LINEAR                                                 |
| 164033 -           | 2003 UC251             | 25 d'octubre de 2003   | Socorro              | LINEAR                                                 |
| 164034 -           | 2003 UX252             | 26 d'octubre de 2003   | Kitt Peak            | Spacewatch                                             |
| 164035 -           | 2003 UH254             | 24 d'octubre de 2003   | Kitt Peak            | Spacewatch                                             |
| 164036 -           | 2003 UZ255             | 25 d'octubre de 2003   | Socorro              | LINEAR                                                 |
| 164037 -           | 2003 UP257             | 25 d'octubre de 2003   | Socorro              | LINEAR                                                 |
| 164038 -           | 2003 UP264             | 27 d'octubre de 2003   | Socorro              | LINEAR                                                 |
| 164039 -           | 2003 UE265             | 27 d'octubre de 2003   | Socorro              | LINEAR                                                 |
| 164040 -           | 2003 UQ265             | 27 d'octubre de 2003   | Kitt Peak            | Spacewatch                                             |
| 164041 -           | 2003 UF266             | 28 d'octubre de 2003   | Socorro              | LINEAR                                                 |
| 164042 -           | 2003 UO269             | 29 d'octubre de 2003   | Catalina             | CSS                                                    |
| 164043 -           | 2003 UM278             | 25 d'octubre de 2003   | Socorro              | LINEAR                                                 |
| 164044 -           | 2003 US279             | 27 d'octubre de 2003   | Kitt Peak            | Spacewatch                                             |
| 164045 -           | 2003 UC283             | 29 d'octubre de 2003   | Anderson Mesa        | LONEOS                                                 |
| 164046 -           | 2003 UW283             | 30 d'octubre de 2003   | Socorro              | LINEAR                                                 |
| 164047 -           | 2003 UL296             | 16 d'octubre de 2003   | Kitt Peak            | Spacewatch                                             |
| 164048 -           | 2003 UO298             | 16 d'octubre de 2003   | Kitt Peak            | Spacewatch                                             |
| 164049 -           | 2003 UC302             | 17 d'octubre de 2003   | Kitt Peak            | Spacewatch                                             |
| 164050 -           | 2003 UO307             | 18 d'octubre de 2003   | Kitt Peak            | Spacewatch                                             |
| 164051 -           | 2003 UL314             | 19 d'octubre de 2003   | Kitt Peak            | Spacewatch                                             |
| 164052 -           | 2003 VC5               | 15 de novembre de 2003 | Kitt Peak            | Spacewatch                                             |
| 164053 -           | 2003 VP5               | 15 de novembre de 2003 | Kitt Peak            | Spacewatch                                             |
| 164054 -           | 2003 VH6               | 14 de novembre de 2003 | Palomar              | NEAT                                                   |
| 164055 -           | 2003 VL8               | 15 de novembre de 2003 | Palomar              | NEAT                                                   |
| 164056 -           | 2003 VO10              | 15 de novembre de 2003 | Kitt Peak            | Spacewatch                                             |
| 164057 -           | 2003 WR10              | 18 de novembre de 2003 | Kitt Peak            | Spacewatch                                             |
| 164058 -           | 2003 WV11              | 18 de novembre de 2003 | Palomar              | NEAT                                                   |
| 164059 -           | 2003 WH13              | 16 de novembre de 2003 | Catalina             | CSS                                                    |
| 164060 -           | 2003 WV16              | 18 de novembre de 2003 | Palomar              | NEAT                                                   |
| 164061 -           | 2003 WF29              | 18 de novembre de 2003 | Kitt Peak            | Spacewatch                                             |
| 164062 -           | 2003 WL38              | 19 de novembre de 2003 | Socorro              | LINEAR                                                 |
| 164063 -           | 2003 WP40              | 19 de novembre de 2003 | Kitt Peak            | Spacewatch                                             |
| 164064 -           | 2003 WY46              | 18 de novembre de 2003 | Palomar              | NEAT                                                   |
| 164065 -           | 2003 WN50              | 19 de novembre de 2003 | Socorro              | LINEAR                                                 |
| 164066 -           | 2003 WY55              | 20 de novembre de 2003 | Socorro              | LINEAR                                                 |
| 164067 -           | 2003 WH65              | 19 de novembre de 2003 | Kitt Peak            | Spacewatch                                             |
| 164068 -           | 2003 WJ66              | 19 de novembre de 2003 | Socorro              | LINEAR                                                 |
| 164069 -           | 2003 WK69              | 19 de novembre de 2003 | Kitt Peak            | Spacewatch                                             |
| 164070 -           | 2003 WV70              | 20 de novembre de 2003 | Palomar              | NEAT                                                   |
| 164071 -           | 2003 WT80              | 20 de novembre de 2003 | Catalina             | CSS                                                    |
| 164072 -           | 2003 WS81              | 18 de novembre de 2003 | Palomar              | NEAT                                                   |
| 164073 -           | 2003 WR84              | 19 de novembre de 2003 | Catalina             | CSS                                                    |
| 164074 -           | 2003 WD86              | 21 de novembre de 2003 | Palomar              | NEAT                                                   |
| 164075 -           | 2003 WU87              | 22 de novembre de 2003 | Socorro              | LINEAR                                                 |
| 164076 -           | 2003 WE89              | 16 de novembre de 2003 | Catalina             | CSS                                                    |
| 164077 -           | 2003 WP91              | 18 de novembre de 2003 | Kitt Peak            | Spacewatch                                             |
| 164078 -           | 2003 WK94              | 19 de novembre de 2003 | Anderson Mesa        | LONEOS                                                 |
| 164079 -           | 2003 WS94              | 19 de novembre de 2003 | Anderson Mesa        | LONEOS                                                 |
| 164080 -           | 2003 WJ96              | 19 de novembre de 2003 | Anderson Mesa        | LONEOS                                                 |
| 164081 -           | 2003 WB97              | 19 de novembre de 2003 | Anderson Mesa        | LONEOS                                                 |
| 164082 -           | 2003 WX102             | 21 de novembre de 2003 | Socorro              | LINEAR                                                 |
| 164083 -           | 2003 WU103             | 21 de novembre de 2003 | Socorro              | LINEAR                                                 |
| 164084 -           | 2003 WR121             | 20 de novembre de 2003 | Socorro              | LINEAR                                                 |
| 164085 -           | 2003 WD122             | 20 de novembre de 2003 | Kitt Peak            | Spacewatch                                             |
| 164086 -           | 2003 WM122             | 20 de novembre de 2003 | Socorro              | LINEAR                                                 |
| 164087 -           | 2003 WU122             | 20 de novembre de 2003 | Socorro              | LINEAR                                                 |
| 164088 -           | 2003 WQ125             | 20 de novembre de 2003 | Socorro              | LINEAR                                                 |
| 164089 -           | 2003 WV126             | 20 de novembre de 2003 | Socorro              | LINEAR                                                 |
| 164090 -           | 2003 WF132             | 19 de novembre de 2003 | Kitt Peak            | Spacewatch                                             |
| 164091 -           | 2003 WY134             | 21 de novembre de 2003 | Socorro              | LINEAR                                                 |
| 164092 -           | 2003 WX136             | 21 de novembre de 2003 | Socorro              | LINEAR                                                 |
| 164093 -           | 2003 WF142             | 21 de novembre de 2003 | Socorro              | LINEAR                                                 |
| 164094 -           | 2003 WT142             | 21 de novembre de 2003 | Palomar              | NEAT                                                   |
| 164095 -           | 2003 WS144             | 21 de novembre de 2003 | Socorro              | LINEAR                                                 |
| 164096 -           | 2003 WZ155             | 29 de novembre de 2003 | Socorro              | LINEAR                                                 |
| 164097 -           | 2003 WU156             | 29 de novembre de 2003 | Kitt Peak            | Spacewatch                                             |
| 164098 -           | 2003 WX161             | 30 de novembre de 2003 | Socorro              | LINEAR                                                 |
| 164099 -           | 2003 WE163             | 30 de novembre de 2003 | Kitt Peak            | Spacewatch                                             |
| 164100 -           | 2003 WV166             | 18 de novembre de 2003 | Palomar              | NEAT                                                   |
| 164101-164200      |                        |                        |                      |                                                        |
| 164101 -           | 2003 WD168             | 19 de novembre de 2003 | Kitt Peak            | Spacewatch                                             |
| 164102 -           | 2003 WY175             | 19 de novembre de 2003 | Kitt Peak            | Spacewatch                                             |
| 164103 -           | 2003 XG5               | 1 de desembre de 2003  | Kitt Peak            | Spacewatch                                             |
| 164104 -           | 2003 XF9               | 4 de desembre de 2003  | Socorro              | LINEAR                                                 |
| 164105 -           | 2003 XT9               | 4 de desembre de 2003  | Socorro              | LINEAR                                                 |
| 164106 -           | 2003 XQ10              | 11 de desembre de 2003 | Socorro              | LINEAR                                                 |
| 164107 -           | 2003 XU11              | 13 de desembre de 2003 | Socorro              | LINEAR                                                 |
| 164108 -           | 2003 XW11              | 13 de desembre de 2003 | Palomar              | NEAT                                                   |
| 164109 -           | 2003 XF13              | 14 de desembre de 2003 | Kitt Peak            | Spacewatch                                             |
| 164110 -           | 2003 XM16              | 14 de desembre de 2003 | Palomar              | NEAT                                                   |
| 164111 -           | 2003 XQ17              | 15 de desembre de 2003 | Kitt Peak            | Spacewatch                                             |
| 164112 -           | 2003 XJ19              | 14 de desembre de 2003 | Kitt Peak            | Spacewatch                                             |
| 164113 -           | 2003 XT21              | 15 de desembre de 2003 | Socorro              | LINEAR                                                 |
| 164114 -           | 2003 XR27              | 1 de desembre de 2003  | Socorro              | LINEAR                                                 |
| 164115 -           | 2003 XC33              | 1 de desembre de 2003  | Kitt Peak            | Spacewatch                                             |
| 164116 -           | 2003 XP33              | 1 de desembre de 2003  | Kitt Peak            | Spacewatch                                             |
| 164117 -           | 2003 XL36              | 3 de desembre de 2003  | Socorro              | LINEAR                                                 |
| 164118 -           | 2003 XY37              | 4 de desembre de 2003  | Socorro              | LINEAR                                                 |
| 164119 -           | 2003 XF40              | 14 de desembre de 2003 | Kitt Peak            | Spacewatch                                             |
| 164120 -           | 2003 YK                | 17 de desembre de 2003 | Socorro              | LINEAR                                                 |
| 164121 -           | 2003 YT1               | 18 de desembre de 2003 | Catalina             | CSS                                                    |
| 164122 -           | 2003 YY3               | 16 de desembre de 2003 | Catalina             | CSS                                                    |
| 164123 -           | 2003 YG5               | 16 de desembre de 2003 | Catalina             | CSS                                                    |
| 164124 -           | 2003 YD10              | 17 de desembre de 2003 | Socorro              | LINEAR                                                 |
| 164125 -           | 2003 YZ10              | 17 de desembre de 2003 | Socorro              | LINEAR                                                 |
| 164126 -           | 2003 YV13              | 17 de desembre de 2003 | Catalina             | CSS                                                    |
| 164127 -           | 2003 YO14              | 17 de desembre de 2003 | Socorro              | LINEAR                                                 |
| 164128 -           | 2003 YM16              | 17 de desembre de 2003 | Anderson Mesa        | LONEOS                                                 |
| 164129 -           | 2003 YB21              | 17 de desembre de 2003 | Kitt Peak            | Spacewatch                                             |
| 164130 -           | 2003 YY21              | 18 de desembre de 2003 | Uccle                | Uccle                                                  |
| 164131 -           | 2003 YL43              | 19 de desembre de 2003 | Socorro              | LINEAR                                                 |
| 164132 -           | 2003 YU45              | 17 de desembre de 2003 | Socorro              | LINEAR                                                 |
| 164133 -           | 2003 YS48              | 18 de desembre de 2003 | Socorro              | LINEAR                                                 |
| 164134 -           | 2003 YY48              | 18 de desembre de 2003 | Socorro              | LINEAR                                                 |
| 164135 -           | 2003 YU58              | 19 de desembre de 2003 | Socorro              | LINEAR                                                 |
| 164136 -           | 2003 YY69              | 21 de desembre de 2003 | Socorro              | LINEAR                                                 |
| 164137 -           | 2003 YS78              | 18 de desembre de 2003 | Socorro              | LINEAR                                                 |
| 164138 -           | 2003 YE81              | 18 de desembre de 2003 | Socorro              | LINEAR                                                 |
| 164139 -           | 2003 YC84              | 19 de desembre de 2003 | Socorro              | LINEAR                                                 |
| 164140 -           | 2003 YM85              | 19 de desembre de 2003 | Socorro              | LINEAR                                                 |
| 164141 -           | 2003 YP87              | 19 de desembre de 2003 | Socorro              | LINEAR                                                 |
| 164142 -           | 2003 YB91              | 20 de desembre de 2003 | Socorro              | LINEAR                                                 |
| 164143 -           | 2003 YG91              | 20 de desembre de 2003 | Socorro              | LINEAR                                                 |
| 164144 -           | 2003 YF96              | 19 de desembre de 2003 | Socorro              | LINEAR                                                 |
| 164145 -           | 2003 YG104             | 21 de desembre de 2003 | Socorro              | LINEAR                                                 |
| 164146 -           | 2003 YQ106             | 22 de desembre de 2003 | Socorro              | LINEAR                                                 |
| 164147 -           | 2003 YR108             | 22 de desembre de 2003 | Palomar              | NEAT                                                   |
| 164148 -           | 2003 YZ110             | 22 de desembre de 2003 | Kitt Peak            | Spacewatch                                             |
| 164149 -           | 2003 YL114             | 25 de desembre de 2003 | Haleakala            | NEAT                                                   |
| 164150 -           | 2003 YF119             | 27 de desembre de 2003 | Socorro              | LINEAR                                                 |
| 164151 -           | 2003 YM125             | 27 de desembre de 2003 | Socorro              | LINEAR                                                 |
| 164152 -           | 2003 YP126             | 27 de desembre de 2003 | Socorro              | LINEAR                                                 |
| 164153 -           | 2003 YS128             | 27 de desembre de 2003 | Socorro              | LINEAR                                                 |
| 164154 -           | 2003 YE129             | 27 de desembre de 2003 | Socorro              | LINEAR                                                 |
| 164155 -           | 2003 YS133             | 28 de desembre de 2003 | Socorro              | LINEAR                                                 |
| 164156 -           | 2003 YD142             | 28 de desembre de 2003 | Socorro              | LINEAR                                                 |
| 164157 -           | 2003 YY142             | 28 de desembre de 2003 | Socorro              | LINEAR                                                 |
| 164158 -           | 2003 YE144             | 28 de desembre de 2003 | Socorro              | LINEAR                                                 |
| 164159 -           | 2003 YY151             | 29 de desembre de 2003 | Socorro              | LINEAR                                                 |
| 164160 -           | 2003 YL153             | 29 de desembre de 2003 | Socorro              | LINEAR                                                 |
| 164161 -           | 2003 YW154             | 30 de desembre de 2003 | Socorro              | LINEAR                                                 |
| 164162 -           | 2003 YY154             | 30 de desembre de 2003 | Socorro              | LINEAR                                                 |
| 164163 -           | 2003 YS155             | 26 de desembre de 2003 | Haleakala            | NEAT                                                   |
| 164164 -           | 2003 YK166             | 17 de desembre de 2003 | Kitt Peak            | Spacewatch                                             |
| 164165 -           | 2004 AC4               | 13 de gener de 2004    | Anderson Mesa        | LONEOS                                                 |
| 164166 -           | 2004 AQ5               | 13 de gener de 2004    | Anderson Mesa        | LONEOS                                                 |
| 164167 -           | 2004 AJ7               | 13 de gener de 2004    | Palomar              | NEAT                                                   |
| 164168 -           | 2004 AP8               | 14 de gener de 2004    | Palomar              | NEAT                                                   |
| 164169 -           | 2004 AK25              | 12 de gener de 2004    | Palomar              | NEAT                                                   |
| 164170 -           | 2004 AS25              | 12 de gener de 2004    | Palomar              | NEAT                                                   |
| 164171 -           | 2004 AP26              | 13 de gener de 2004    | Anderson Mesa        | LONEOS                                                 |
| 164172 -           | 2004 BY5               | 16 de gener de 2004    | Kitt Peak            | Spacewatch                                             |
| 164173 -           | 2004 BM10              | 17 de gener de 2004    | Kitt Peak            | Spacewatch                                             |
| 164174 -           | 2004 BM17              | 18 de gener de 2004    | Kitt Peak            | Spacewatch                                             |
| 164175 -           | 2004 BO37              | 19 de gener de 2004    | Kitt Peak            | Spacewatch                                             |
| 164176 -           | 2004 BE46              | 21 de gener de 2004    | Socorro              | LINEAR                                                 |
| 164177 -           | 2004 BM46              | 21 de gener de 2004    | Socorro              | LINEAR                                                 |
| 164178 -           | 2004 BP48              | 21 de gener de 2004    | Socorro              | LINEAR                                                 |
| 164179 -           | 2004 BA49              | 21 de gener de 2004    | Socorro              | LINEAR                                                 |
| 164180 -           | 2004 BD52              | 21 de gener de 2004    | Socorro              | LINEAR                                                 |
| 164181 -           | 2004 BJ52              | 21 de gener de 2004    | Socorro              | LINEAR                                                 |
| 164182 -           | 2004 BM52              | 21 de gener de 2004    | Socorro              | LINEAR                                                 |
| 164183 -           | 2004 BG59              | 23 de gener de 2004    | Socorro              | LINEAR                                                 |
| 164184 -           | 2004 BF68              | 27 de gener de 2004    | Socorro              | LINEAR                                                 |
| 164185 -           | 2004 BD69              | 20 de gener de 2004    | Kingsnake            | J. V. McClusky                                         |
| 164186 -           | 2004 BP70              | 22 de gener de 2004    | Socorro              | LINEAR                                                 |
| 164187 -           | 2004 BR70              | 22 de gener de 2004    | Socorro              | LINEAR                                                 |
| 164188 -           | 2004 BB74              | 24 de gener de 2004    | Socorro              | LINEAR                                                 |
| 164189 -           | 2004 BQ76              | 25 de gener de 2004    | Haleakala            | NEAT                                                   |
| 164190 -           | 2004 BD80              | 24 de gener de 2004    | Socorro              | LINEAR                                                 |
| 164191 -           | 2004 BD94              | 28 de gener de 2004    | Haleakala            | NEAT                                                   |
| 164192 -           | 2004 BP105             | 25 de gener de 2004    | Haleakala            | NEAT                                                   |
| 164193 -           | 2004 BM146             | 22 de gener de 2004    | Socorro              | LINEAR                                                 |
| 164194 -           | 2004 BM151             | 18 de gener de 2004    | Palomar              | NEAT                                                   |
| 164195 -           | 2004 CT13              | 11 de febrer de 2004   | Palomar              | NEAT                                                   |
| 164196 -           | 2004 CF52              | 14 de febrer de 2004   | Socorro              | LINEAR                                                 |
| 164197 -           | 2004 CQ68              | 11 de febrer de 2004   | Palomar              | NEAT                                                   |
| 164198 -           | 2004 CN74              | 11 de febrer de 2004   | Palomar              | NEAT                                                   |
| 164199 -           | 2004 CP80              | 11 de febrer de 2004   | Palomar              | NEAT                                                   |
| 164200 -           | 2004 DK29              | 17 de febrer de 2004   | Kitt Peak            | Spacewatch                                             |
| 164201-164300      |                        |                        |                      |                                                        |
| 164201 -           | 2004 EC                | 10 de març de 2004     | Socorro              | LINEAR                                                 |
| 164202 -           | 2004 EW                | 13 de març de 2004     | Catalina             | CSS                                                    |
| 164203 -           | 2004 ED11              | 15 de març de 2004     | Socorro              | LINEAR                                                 |
| 164204 -           | 2004 EK45              | 15 de març de 2004     | Kitt Peak            | Spacewatch                                             |
| 164205 -           | 2004 EE51              | 14 de març de 2004     | Kitt Peak            | Spacewatch                                             |
| 164206 -           | 2004 FN18              | 27 de març de 2004     | Socorro              | LINEAR                                                 |
| 164207 -           | 2004 GU9               | 13 d'abril de 2004     | Socorro              | LINEAR                                                 |
| 164208 -           | 2004 HB27              | 20 d'abril de 2004     | Socorro              | LINEAR                                                 |
| 164209 -           | 2004 HD57              | 27 d'abril de 2004     | Socorro              | LINEAR                                                 |
| 164210 -           | 2004 JH21              | 9 de maig de 2004      | Kitt Peak            | Spacewatch                                             |
| 164211 -           | 2004 JA27              | 15 de maig de 2004     | Socorro              | LINEAR                                                 |
| 164212 -           | 2004 JB48              | 13 de maig de 2004     | Kitt Peak            | Spacewatch                                             |
| 164213 -           | 2004 LS2               | 11 de juny de 2004     | Socorro              | LINEAR                                                 |
| 164214 -           | 2004 LZ11              | 14 de juny de 2004     | Socorro              | LINEAR                                                 |
| 164215 Doloreshill | 2004 MF6               | 25 de juny de 2004     | Catalina             | CSS                                                    |
| 164216 -           | 2004 OT11              | 27 de juliol de 2004   | Socorro              | LINEAR                                                 |
| 164217 -           | 2004 PT42              | 11 d'agost de 2004     | Siding Spring        | SSS                                                    |
| 164218 -           | 2004 PX84              | 10 d'agost de 2004     | Socorro              | LINEAR                                                 |
| 164219 -           | 2004 QK3               | 21 d'agost de 2004     | Reedy Creek          | J. Broughton                                           |
| 164220 -           | 2004 QW16              | 25 d'agost de 2004     | Socorro              | LINEAR                                                 |
| 164221 -           | 2004 QE20              | 26 d'agost de 2004     | Anderson Mesa        | LONEOS                                                 |
| 164222 -           | 2004 RN9               | 7 de setembre de 2004  | Socorro              | LINEAR                                                 |
| 164223 -           | 2004 RV80              | 8 de setembre de 2004  | Socorro              | LINEAR                                                 |
| 164224 -           | 2004 RY182             | 10 de setembre de 2004 | Socorro              | LINEAR                                                 |
| 164225 -           | 2004 RV194             | 10 de setembre de 2004 | Socorro              | LINEAR                                                 |
| 164226 -           | 2004 RD199             | 10 de setembre de 2004 | Socorro              | LINEAR                                                 |
| 164227 -           | 2004 RE228             | 9 de setembre de 2004  | Kitt Peak            | Spacewatch                                             |
| 164228 -           | 2004 RC229             | 9 de setembre de 2004  | Kitt Peak            | Spacewatch                                             |
| 164229 -           | 2004 RB308             | 13 de setembre de 2004 | Socorro              | LINEAR                                                 |
| 164230 -           | 2004 RD314             | 15 de setembre de 2004 | Kitt Peak            | Spacewatch                                             |
| 164231 -           | 2004 RC335             | 15 de setembre de 2004 | Anderson Mesa        | LONEOS                                                 |
| 164232 -           | 2004 SB23              | 17 de setembre de 2004 | Kitt Peak            | Spacewatch                                             |
| 164233 -           | 2004 SX53              | 22 de setembre de 2004 | Goodricke-Pigott     | R. A. Tucker                                           |
| 164234 -           | 2004 TJ5               | 4 d'octubre de 2004    | Kitt Peak            | Spacewatch                                             |
| 164235 -           | 2004 TQ15              | 9 d'octubre de 2004    | Kitt Peak            | Spacewatch                                             |
| 164236 -           | 2004 TW20              | 11 d'octubre de 2004   | Kitt Peak            | Spacewatch                                             |
| 164237 -           | 2004 TZ20              | 11 d'octubre de 2004   | Kitt Peak            | Spacewatch                                             |
| 164238 -           | 2004 TM28              | 4 d'octubre de 2004    | Kitt Peak            | Spacewatch                                             |
| 164239 -           | 2004 TL35              | 4 d'octubre de 2004    | Kitt Peak            | Spacewatch                                             |
| 164240 -           | 2004 TO44              | 4 d'octubre de 2004    | Kitt Peak            | Spacewatch                                             |
| 164241 -           | 2004 TF46              | 4 d'octubre de 2004    | Kitt Peak            | Spacewatch                                             |
| 164242 -           | 2004 TV51              | 4 d'octubre de 2004    | Kitt Peak            | Spacewatch                                             |
| 164243 -           | 2004 TX101             | 6 d'octubre de 2004    | Kitt Peak            | Spacewatch                                             |
| 164244 -           | 2004 TC103             | 6 d'octubre de 2004    | Palomar              | NEAT                                                   |
| 164245 -           | 2004 TV110             | 7 d'octubre de 2004    | Kitt Peak            | Spacewatch                                             |
| 164246 -           | 2004 TV113             | 7 d'octubre de 2004    | Palomar              | NEAT                                                   |
| 164247 -           | 2004 TP133             | 7 d'octubre de 2004    | Anderson Mesa        | LONEOS                                                 |
| 164248 -           | 2004 TS133             | 7 d'octubre de 2004    | Palomar              | NEAT                                                   |
| 164249 -           | 2004 TK138             | 9 d'octubre de 2004    | Anderson Mesa        | LONEOS                                                 |
| 164250 -           | 2004 TW148             | 6 d'octubre de 2004    | Kitt Peak            | Spacewatch                                             |
| 164251 -           | 2004 TT169             | 7 d'octubre de 2004    | Socorro              | LINEAR                                                 |
| 164252 -           | 2004 TQ216             | 15 d'octubre de 2004   | Anderson Mesa        | LONEOS                                                 |
| 164253 -           | 2004 TU232             | 8 d'octubre de 2004    | Kitt Peak            | Spacewatch                                             |
| 164254 -           | 2004 TF238             | 9 d'octubre de 2004    | Kitt Peak            | Spacewatch                                             |
| 164255 -           | 2004 TW261             | 9 d'octubre de 2004    | Socorro              | LINEAR                                                 |
| 164256 -           | 2004 TQ262             | 9 d'octubre de 2004    | Socorro              | LINEAR                                                 |
| 164257 -           | 2004 TD277             | 9 d'octubre de 2004    | Kitt Peak            | Spacewatch                                             |
| 164258 -           | 2004 TF278             | 9 d'octubre de 2004    | Kitt Peak            | Spacewatch                                             |
| 164259 -           | 2004 TH283             | 7 d'octubre de 2004    | Palomar              | NEAT                                                   |
| 164260 -           | 2004 TW316             | 11 d'octubre de 2004   | Kitt Peak            | Spacewatch                                             |
| 164261 -           | 2004 TV330             | 9 d'octubre de 2004    | Socorro              | LINEAR                                                 |
| 164262 -           | 2004 TZ332             | 9 d'octubre de 2004    | Kitt Peak            | Spacewatch                                             |
| 164263 -           | 2004 UW4               | 16 d'octubre de 2004   | Socorro              | LINEAR                                                 |
| 164264 -           | 2004 UU7               | 21 d'octubre de 2004   | Socorro              | LINEAR                                                 |
| 164265 -           | 2004 VO                | 2 de novembre de 2004  | Desert Eagle         | W. K. Y. Yeung                                         |
| 164266 -           | 2004 VK5               | 3 de novembre de 2004  | Anderson Mesa        | LONEOS                                                 |
| 164267 -           | 2004 VC27              | 4 de novembre de 2004  | Catalina             | CSS                                                    |
| 164268 -           | 2004 VV69              | 11 de novembre de 2004 | Piszkéstető          | Piszkéstető                                            |
| 164269 -           | 2004 WS8               | 19 de novembre de 2004 | Socorro              | LINEAR                                                 |
| 164270 -           | 2004 XR1               | 1 de desembre de 2004  | Catalina             | CSS                                                    |
| 164271 -           | 2004 XG4               | 2 de desembre de 2004  | Socorro              | LINEAR                                                 |
| 164272 -           | 2004 XM7               | 2 de desembre de 2004  | Palomar              | NEAT                                                   |
| 164273 -           | 2004 XO16              | 8 de desembre de 2004  | Socorro              | LINEAR                                                 |
| 164274 -           | 2004 XM17              | 3 de desembre de 2004  | Kitt Peak            | Spacewatch                                             |
| 164275 -           | 2004 XJ19              | 8 de desembre de 2004  | Socorro              | LINEAR                                                 |
| 164276 -           | 2004 XG24              | 9 de desembre de 2004  | Catalina             | CSS                                                    |
| 164277 -           | 2004 XK30              | 10 de desembre de 2004 | Campo Imperatore     | CINEOS                                                 |
| 164278 -           | 2004 XF33              | 10 de desembre de 2004 | Socorro              | LINEAR                                                 |
| 164279 -           | 2004 XV42              | 9 de desembre de 2004  | Catalina             | CSS                                                    |
| 164280 -           | 2004 XX58              | 10 de desembre de 2004 | Kitt Peak            | Spacewatch                                             |
| 164281 -           | 2004 XF71              | 11 de desembre de 2004 | Črni Vrh             | Črni Vrh                                               |
| 164282 -           | 2004 XZ71              | 13 de desembre de 2004 | Anderson Mesa        | LONEOS                                                 |
| 164283 -           | 2004 XU74              | 9 de desembre de 2004  | Socorro              | LINEAR                                                 |
| 164284 -           | 2004 XH75              | 9 de desembre de 2004  | Kitt Peak            | Spacewatch                                             |
| 164285 -           | 2004 XF82              | 11 de desembre de 2004 | Kitt Peak            | Spacewatch                                             |
| 164286 -           | 2004 XO86              | 13 de desembre de 2004 | Kitt Peak            | Spacewatch                                             |
| 164287 -           | 2004 XJ87              | 9 de desembre de 2004  | Catalina             | CSS                                                    |
| 164288 -           | 2004 XA93              | 11 de desembre de 2004 | Socorro              | LINEAR                                                 |
| 164289 -           | 2004 XJ97              | 11 de desembre de 2004 | Kitt Peak            | Spacewatch                                             |
| 164290 -           | 2004 XY106             | 11 de desembre de 2004 | Socorro              | LINEAR                                                 |
| 164291 -           | 2004 XK108             | 11 de desembre de 2004 | Socorro              | LINEAR                                                 |
| 164292 -           | 2004 XN121             | 14 de desembre de 2004 | Catalina             | CSS                                                    |
| 164293 -           | 2004 XO124             | 10 de desembre de 2004 | Socorro              | LINEAR                                                 |
| 164294 -           | 2004 XZ130             | 13 de desembre de 2004 | Mauna Kea            | D. J. Tholen                                           |
| 164295 -           | 2004 XA131             | 9 de desembre de 2004  | Catalina             | CSS                                                    |
| 164296 -           | 2004 XD131             | 11 de desembre de 2004 | Kitt Peak            | Spacewatch                                             |
| 164297 -           | 2004 XN140             | 13 de desembre de 2004 | Kitt Peak            | Spacewatch                                             |
| 164298 -           | 2004 XY181             | 15 de desembre de 2004 | Socorro              | LINEAR                                                 |
| 164299 -           | 2004 XP186             | 15 de desembre de 2004 | Socorro              | LINEAR                                                 |
| 164300 -           | 2004 YN16              | 18 de desembre de 2004 | Mount Lemmon         | Mount Lemmon Survey                                    |
| 164301-164400      |                        |                        |                      |                                                        |
| 164301 -           | 2004 YY20              | 18 de desembre de 2004 | Mount Lemmon         | Mount Lemmon Survey                                    |
| 164302 -           | 2004 YH21              | 18 de desembre de 2004 | Mount Lemmon         | Mount Lemmon Survey                                    |
| 164303 -           | 2004 YE25              | 18 de desembre de 2004 | Mount Lemmon         | Mount Lemmon Survey                                    |
| 164304 -           | 2005 AR4               | 6 de gener de 2005     | Catalina             | CSS                                                    |
| 164305 -           | 2005 AR10              | 6 de gener de 2005     | Catalina             | CSS                                                    |
| 164306 -           | 2005 AC11              | 8 de gener de 2005     | RAS                  | A. Lowe                                                |
| 164307 -           | 2005 AJ11              | 1 de gener de 2005     | Catalina             | CSS                                                    |
| 164308 -           | 2005 AE12              | 6 de gener de 2005     | Catalina             | CSS                                                    |
| 164309 -           | 2005 AL20              | 6 de gener de 2005     | Socorro              | LINEAR                                                 |
| 164310 -           | 2005 AW20              | 6 de gener de 2005     | Socorro              | LINEAR                                                 |
| 164311 -           | 2005 AC21              | 6 de gener de 2005     | Socorro              | LINEAR                                                 |
| 164312 -           | 2005 AD22              | 6 de gener de 2005     | Socorro              | LINEAR                                                 |
| 164313 -           | 2005 AL23              | 7 de gener de 2005     | Socorro              | LINEAR                                                 |
| 164314 -           | 2005 AC26              | 11 de gener de 2005    | Socorro              | LINEAR                                                 |
| 164315 -           | 2005 AW29              | 8 de gener de 2005     | Campo Imperatore     | CINEOS                                                 |
| 164316 -           | 2005 AP32              | 11 de gener de 2005    | Socorro              | LINEAR                                                 |
| 164317 -           | 2005 AS35              | 13 de gener de 2005    | Socorro              | LINEAR                                                 |
| 164318 -           | 2005 AJ37              | 13 de gener de 2005    | Socorro              | LINEAR                                                 |
| 164319 -           | 2005 AJ40              | 15 de gener de 2005    | Socorro              | LINEAR                                                 |
| 164320 -           | 2005 AS41              | 15 de gener de 2005    | Socorro              | LINEAR                                                 |
| 164321 -           | 2005 AH43              | 15 de gener de 2005    | Socorro              | LINEAR                                                 |
| 164322 -           | 2005 AT43              | 15 de gener de 2005    | Kitt Peak            | Spacewatch                                             |
| 164323 -           | 2005 AS46              | 11 de gener de 2005    | Socorro              | LINEAR                                                 |
| 164324 -           | 2005 AU47              | 13 de gener de 2005    | Kitt Peak            | Spacewatch                                             |
| 164325 -           | 2005 AJ48              | 13 de gener de 2005    | Kitt Peak            | Spacewatch                                             |
| 164326 -           | 2005 AJ49              | 13 de gener de 2005    | Socorro              | LINEAR                                                 |
| 164327 -           | 2005 AO49              | 13 de gener de 2005    | Socorro              | LINEAR                                                 |
| 164328 -           | 2005 AH54              | 13 de gener de 2005    | Kitt Peak            | Spacewatch                                             |
| 164329 -           | 2005 AE69              | 15 de gener de 2005    | Anderson Mesa        | LONEOS                                                 |
| 164330 -           | 2005 AG69              | 15 de gener de 2005    | Socorro              | LINEAR                                                 |
| 164331 -           | 2005 AV72              | 15 de gener de 2005    | Kitt Peak            | Spacewatch                                             |
| 164332 -           | 2005 AW79              | 15 de gener de 2005    | Kitt Peak            | Spacewatch                                             |
| 164333 -           | 2005 BF                | 16 de gener de 2005    | Desert Eagle         | W. K. Y. Yeung                                         |
| 164334 -           | 2005 BF2               | 18 de gener de 2005    | RAS                  | U. Wolff                                               |
| 164335 -           | 2005 BR2               | 16 de gener de 2005    | Socorro              | LINEAR                                                 |
| 164336 -           | 2005 BB11              | 16 de gener de 2005    | Kitt Peak            | Spacewatch                                             |
| 164337 -           | 2005 BR12              | 17 de gener de 2005    | Socorro              | LINEAR                                                 |
| 164338 -           | 2005 BN16              | 16 de gener de 2005    | Socorro              | LINEAR                                                 |
| 164339 -           | 2005 BO16              | 16 de gener de 2005    | Socorro              | LINEAR                                                 |
| 164340 -           | 2005 BF43              | 16 de gener de 2005    | Mauna Kea            | C. Veillet                                             |
| 164341 -           | 2005 CO                | 2 de febrer de 2005    | Socorro              | LINEAR                                                 |
| 164342 -           | 2005 CP                | 2 de febrer de 2005    | Socorro              | LINEAR                                                 |
| 164343 -           | 2005 CU12              | 2 de febrer de 2005    | Kitt Peak            | Spacewatch                                             |
| 164344 -           | 2005 CJ14              | 2 de febrer de 2005    | Kitt Peak            | Spacewatch                                             |
| 164345 -           | 2005 CV15              | 2 de febrer de 2005    | Socorro              | LINEAR                                                 |
| 164346 -           | 2005 CH31              | 1 de febrer de 2005    | Kitt Peak            | Spacewatch                                             |
| 164347 -           | 2005 CN48              | 2 de febrer de 2005    | Catalina             | CSS                                                    |
| 164348 -           | 2005 CP49              | 2 de febrer de 2005    | Catalina             | CSS                                                    |
| 164349 -           | 2005 CO51              | 2 de febrer de 2005    | Catalina             | CSS                                                    |
| 164350 -           | 2005 CU52              | 3 de febrer de 2005    | Socorro              | LINEAR                                                 |
| 164351 -           | 2005 CA56              | 4 de febrer de 2005    | Mount Lemmon         | Mount Lemmon Survey                                    |
| 164352 -           | 2005 CW57              | 2 de febrer de 2005    | Catalina             | CSS                                                    |
| 164353 -           | 2005 CH59              | 2 de febrer de 2005    | Socorro              | LINEAR                                                 |
| 164354 -           | 2005 CG62              | 9 de febrer de 2005    | Anderson Mesa        | LONEOS                                                 |
| 164355 -           | 2005 CQ65              | 9 de febrer de 2005    | Socorro              | LINEAR                                                 |
| 164356 -           | 2005 CF73              | 1 de febrer de 2005    | Kitt Peak            | Spacewatch                                             |
| 164357 -           | 2005 CN75              | 2 de febrer de 2005    | Kitt Peak            | Spacewatch                                             |
| 164358 -           | 2005 DB                | 16 de febrer de 2005   | Gnosca               | S. Sposetti                                            |
| 164359 -           | 2005 EC1               | 2 de març de 2005      | Great Shefford       | P. Birtwhistle                                         |
| 164360 -           | 2005 EL2               | 1 de març de 2005      | Gnosca               | S. Sposetti                                            |
| 164361 -           | 2005 EV11              | 2 de març de 2005      | Catalina             | CSS                                                    |
| 164362 -           | 2005 EH13              | 3 de març de 2005      | Kitt Peak            | Spacewatch                                             |
| 164363 -           | 2005 EN14              | 3 de març de 2005      | Kitt Peak            | Spacewatch                                             |
| 164364 -           | 2005 EG23              | 3 de març de 2005      | Catalina             | CSS                                                    |
| 164365 -           | 2005 EO35              | 4 de març de 2005      | Catalina             | CSS                                                    |
| 164366 -           | 2005 EV40              | 1 de març de 2005      | Socorro              | LINEAR                                                 |
| 164367 -           | 2005 EB46              | 3 de març de 2005      | Catalina             | CSS                                                    |
| 164368 -           | 2005 EJ48              | 3 de març de 2005      | Catalina             | CSS                                                    |
| 164369 -           | 2005 ED49              | 3 de març de 2005      | Catalina             | CSS                                                    |
| 164370 -           | 2005 EZ49              | 3 de març de 2005      | Catalina             | CSS                                                    |
| 164371 -           | 2005 ET65              | 4 de març de 2005      | Mount Lemmon         | Mount Lemmon Survey                                    |
| 164372 -           | 2005 EU67              | 4 de març de 2005      | Mount Lemmon         | Mount Lemmon Survey                                    |
| 164373 -           | 2005 ED68              | 7 de març de 2005      | Socorro              | LINEAR                                                 |
| 164374 -           | 2005 EM97              | 3 de març de 2005      | Catalina             | CSS                                                    |
| 164375 -           | 2005 EM107             | 4 de març de 2005      | Catalina             | CSS                                                    |
| 164376 -           | 2005 ET113             | 4 de març de 2005      | Catalina             | CSS                                                    |
| 164377 -           | 2005 EM118             | 7 de març de 2005      | Socorro              | LINEAR                                                 |
| 164378 -           | 2005 EY124             | 8 de març de 2005      | Mount Lemmon         | Mount Lemmon Survey                                    |
| 164379 -           | 2005 EE134             | 9 de març de 2005      | Mount Lemmon         | Mount Lemmon Survey                                    |
| 164380 -           | 2005 EB148             | 10 de març de 2005     | Kitt Peak            | Spacewatch                                             |
| 164381 -           | 2005 EC168             | 11 de març de 2005     | Mount Lemmon         | Mount Lemmon Survey                                    |
| 164382 -           | 2005 EQ182             | 9 de març de 2005      | Socorro              | LINEAR                                                 |
| 164383 -           | 2005 ES205             | 13 de març de 2005     | Kitt Peak            | Spacewatch                                             |
| 164384 -           | 2005 EJ210             | 4 de març de 2005      | Kitt Peak            | Spacewatch                                             |
| 164385 -           | 2005 EQ217             | 9 de març de 2005      | Mount Lemmon         | Mount Lemmon Survey                                    |
| 164386 -           | 2005 EJ240             | 11 de març de 2005     | Kitt Peak            | Spacewatch                                             |
| 164387 -           | 2005 EY263             | 13 de març de 2005     | Kitt Peak            | Spacewatch                                             |
| 164388 -           | 2005 EG273             | 3 de març de 2005      | Kitt Peak            | Spacewatch                                             |
| 164389 -           | 2005 EL278             | 9 de març de 2005      | Mount Lemmon         | Mount Lemmon Survey                                    |
| 164390 -           | 2005 EO289             | 9 de març de 2005      | Catalina             | CSS                                                    |
| 164391 -           | 2005 EG318             | 13 de març de 2005     | Mount Lemmon         | Mount Lemmon Survey                                    |
| 164392 -           | 2005 FG5               | 30 de març de 2005     | Catalina             | CSS                                                    |
| 164393 -           | 2005 GP1               | 1 d'abril de 2005      | Catalina             | CSS                                                    |
| 164394 -           | 2005 GH2               | 1 d'abril de 2005      | Catalina             | CSS                                                    |
| 164395 -           | 2005 GJ20              | 2 d'abril de 2005      | Anderson Mesa        | LONEOS                                                 |
| 164396 -           | 2005 GW38              | 4 d'abril de 2005      | Catalina             | CSS                                                    |
| 164397 -           | 2005 GK39              | 4 d'abril de 2005      | Mount Lemmon         | Mount Lemmon Survey                                    |
| 164398 -           | 2005 GZ39              | 4 d'abril de 2005      | Mount Lemmon         | Mount Lemmon Survey                                    |
| 164399 -           | 2005 GK45              | 5 d'abril de 2005      | Palomar              | NEAT                                                   |
| 164400 -           | 2005 GN59              | 7 d'abril de 2005      | Kitt Peak            | Spacewatch                                             |
| 164401-164500      |                        |                        |                      |                                                        |
| 164401 -           | 2005 GU69              | 4 d'abril de 2005      | Kitt Peak            | Spacewatch                                             |
| 164402 -           | 2005 GT104             | 10 d'abril de 2005     | Kitt Peak            | Spacewatch                                             |
| 164403 -           | 2005 GR170             | 12 d'abril de 2005     | Socorro              | LINEAR                                                 |
| 164404 -           | 2005 JJ158             | 6 de maig de 2005      | Catalina             | CSS                                                    |
| 164405 -           | 2005 UK504             | 24 d'octubre de 2005   | Mauna Kea            | D. J. Tholen                                           |
| 164406 -           | 2005 UV504             | 24 d'octubre de 2005   | Mauna Kea            | D. J. Tholen                                           |
| 164407 -           | 2005 YB207             | 27 de desembre de 2005 | Mount Lemmon         | Mount Lemmon Survey                                    |
| 164408 -           | 2005 YA215             | 30 de desembre de 2005 | Catalina             | CSS                                                    |
| 164409 -           | 2005 YY237             | 28 de desembre de 2005 | Mount Lemmon         | Mount Lemmon Survey                                    |
| 164410 -           | 2005 YT248             | 27 de desembre de 2005 | Kitt Peak            | Spacewatch                                             |
| 164411 -           | 2006 AP35              | 4 de gener de 2006     | Mount Lemmon         | Mount Lemmon Survey                                    |
| 164412 -           | 2006 AE71              | 6 de gener de 2006     | Kitt Peak            | Spacewatch                                             |
| 164413 -           | 2006 AW75              | 4 de gener de 2006     | Catalina             | CSS                                                    |
| 164414 -           | 2006 BK6               | 19 de gener de 2006    | Catalina             | CSS                                                    |
| 164415 -           | 2006 BC34              | 21 de gener de 2006    | Kitt Peak            | Spacewatch                                             |
| 164416 -           | 2006 BA51              | 25 de gener de 2006    | Catalina             | CSS                                                    |
| 164417 -           | 2006 BM57              | 23 de gener de 2006    | Kitt Peak            | Spacewatch                                             |
| 164418 -           | 2006 BU90              | 26 de gener de 2006    | Kitt Peak            | Spacewatch                                             |
| 164419 -           | 2006 BW94              | 26 de gener de 2006    | Kitt Peak            | Spacewatch                                             |
| 164420 -           | 2006 BH97              | 26 de gener de 2006    | Kitt Peak            | Spacewatch                                             |
| 164421 -           | 2006 BJ98              | 27 de gener de 2006    | Mount Lemmon         | Mount Lemmon Survey                                    |
| 164422 -           | 2006 BH123             | 26 de gener de 2006    | Kitt Peak            | Spacewatch                                             |
| 164423 -           | 2006 BZ136             | 28 de gener de 2006    | Mount Lemmon         | Mount Lemmon Survey                                    |
| 164424 -           | 2006 BP138             | 28 de gener de 2006    | Mount Lemmon         | Mount Lemmon Survey                                    |
| 164425 -           | 2006 BH140             | 21 de gener de 2006    | Mount Lemmon         | Mount Lemmon Survey                                    |
| 164426 -           | 2006 BF183             | 27 de gener de 2006    | Mount Lemmon         | Mount Lemmon Survey                                    |
| 164427 -           | 2006 BZ190             | 28 de gener de 2006    | Kitt Peak            | Spacewatch                                             |
| 164428 -           | 2006 BK241             | 31 de gener de 2006    | Kitt Peak            | Spacewatch                                             |
| 164429 -           | 2006 BU261             | 31 de gener de 2006    | Kitt Peak            | Spacewatch                                             |
| 164430 -           | 2006 BW267             | 26 de gener de 2006    | Catalina             | CSS                                                    |
| 164431 -           | 2006 BL274             | 27 de gener de 2006    | Mount Lemmon         | Mount Lemmon Survey                                    |
| 164432 -           | 2006 CF23              | 1 de febrer de 2006    | Kitt Peak            | Spacewatch                                             |
| 164433 -           | 2006 CJ40              | 2 de febrer de 2006    | Mount Lemmon         | Mount Lemmon Survey                                    |
| 164434 -           | 2006 CS58              | 5 de febrer de 2006    | Mount Lemmon         | Mount Lemmon Survey                                    |
| 164435 -           | 2006 CZ60              | 6 de febrer de 2006    | Anderson Mesa        | LONEOS                                                 |
| 164436 -           | 2006 CF62              | 13 de febrer de 2006   | Palomar              | NEAT                                                   |
| 164437 -           | 2006 CP65              | 1 de febrer de 2006    | Kitt Peak            | Spacewatch                                             |
| 164438 -           | 2006 DS                | 20 de febrer de 2006   | Kitt Peak            | Spacewatch                                             |
| 164439 -           | 2006 DM6               | 20 de febrer de 2006   | Catalina             | CSS                                                    |
| 164440 -           | 2006 DK14              | 22 de febrer de 2006   | Catalina             | CSS                                                    |
| 164441 -           | 2006 DX22              | 20 de febrer de 2006   | Kitt Peak            | Spacewatch                                             |
| 164442 -           | 2006 DR31              | 20 de febrer de 2006   | Mount Lemmon         | Mount Lemmon Survey                                    |
| 164443 -           | 2006 DH35              | 20 de febrer de 2006   | Kitt Peak            | Spacewatch                                             |
| 164444 -           | 2006 DZ38              | 21 de febrer de 2006   | Kitt Peak            | Spacewatch                                             |
| 164445 -           | 2006 DC39              | 21 de febrer de 2006   | Mount Lemmon         | Mount Lemmon Survey                                    |
| 164446 -           | 2006 DO41              | 23 de febrer de 2006   | Anderson Mesa        | LONEOS                                                 |
| 164447 -           | 2006 DD44              | 20 de febrer de 2006   | Catalina             | CSS                                                    |
| 164448 -           | 2006 DX46              | 20 de febrer de 2006   | Kitt Peak            | Spacewatch                                             |
| 164449 -           | 2006 DJ57              | 24 de febrer de 2006   | Catalina             | CSS                                                    |
| 164450 -           | 2006 DZ57              | 24 de febrer de 2006   | Mount Lemmon         | Mount Lemmon Survey                                    |
| 164451 -           | 2006 DW60              | 24 de febrer de 2006   | Kitt Peak            | Spacewatch                                             |
| 164452 -           | 2006 DF62              | 22 de febrer de 2006   | Socorro              | LINEAR                                                 |
| 164453 -           | 2006 DH65              | 20 de febrer de 2006   | Catalina             | CSS                                                    |
| 164454 -           | 2006 DM65              | 21 de febrer de 2006   | Catalina             | CSS                                                    |
| 164455 -           | 2006 DY66              | 22 de febrer de 2006   | Anderson Mesa        | LONEOS                                                 |
| 164456 -           | 2006 DG88              | 24 de febrer de 2006   | Kitt Peak            | Spacewatch                                             |
| 164457 -           | 2006 DN89              | 24 de febrer de 2006   | Kitt Peak            | Spacewatch                                             |
| 164458 -           | 2006 DN91              | 24 de febrer de 2006   | Kitt Peak            | Spacewatch                                             |
| 164459 -           | 2006 DX97              | 24 de febrer de 2006   | Kitt Peak            | Spacewatch                                             |
| 164460 -           | 2006 DS113             | 27 de febrer de 2006   | Kitt Peak            | Spacewatch                                             |
| 164461 -           | 2006 DR129             | 25 de febrer de 2006   | Kitt Peak            | Spacewatch                                             |
| 164462 -           | 2006 DW148             | 25 de febrer de 2006   | Kitt Peak            | Spacewatch                                             |
| 164463 -           | 2006 DE152             | 25 de febrer de 2006   | Kitt Peak            | Spacewatch                                             |
| 164464 -           | 2006 DE153             | 25 de febrer de 2006   | Kitt Peak            | Spacewatch                                             |
| 164465 -           | 2006 DX153             | 25 de febrer de 2006   | Kitt Peak            | Spacewatch                                             |
| 164466 -           | 2006 DS156             | 27 de febrer de 2006   | Kitt Peak            | Spacewatch                                             |
| 164467 -           | 2006 DN193             | 27 de febrer de 2006   | Kitt Peak            | Spacewatch                                             |
| 164468 -           | 2006 DS197             | 24 de febrer de 2006   | Palomar              | NEAT                                                   |
| 164469 -           | 2006 DC199             | 28 de febrer de 2006   | Socorro              | LINEAR                                                 |
| 164470 -           | 2006 DN200             | 24 de febrer de 2006   | Palomar              | NEAT                                                   |
| 164471 -           | 2006 DP207             | 25 de febrer de 2006   | Mount Lemmon         | Mount Lemmon Survey                                    |
| 164472 -           | 2006 DE210             | 20 de febrer de 2006   | Kitt Peak            | Spacewatch                                             |
| 164473 -           | 2006 EV1               | 3 de març de 2006      | Nyukasa              | Nyukasa                                                |
| 164474 -           | 2006 EB16              | 2 de març de 2006      | Kitt Peak            | Spacewatch                                             |
| 164475 -           | 2006 EV19              | 2 de març de 2006      | Kitt Peak            | Spacewatch                                             |
| 164476 -           | 2006 EM25              | 3 de març de 2006      | Kitt Peak            | Spacewatch                                             |
| 164477 -           | 2006 EF30              | 3 de març de 2006      | Socorro              | LINEAR                                                 |
| 164478 -           | 2006 FO8               | 23 de març de 2006     | Mount Lemmon         | Mount Lemmon Survey                                    |
| 164479 -           | 2006 FT15              | 23 de març de 2006     | Kitt Peak            | Spacewatch                                             |
| 164480 -           | 2006 FZ21              | 24 de març de 2006     | Mount Lemmon         | Mount Lemmon Survey                                    |
| 164481 -           | 2006 FN23              | 24 de març de 2006     | Kitt Peak            | Spacewatch                                             |
| 164482 -           | 2006 FG24              | 24 de març de 2006     | Kitt Peak            | Spacewatch                                             |
| 164483 -           | 2006 FV26              | 24 de març de 2006     | Socorro              | LINEAR                                                 |
| 164484 -           | 2006 FO31              | 25 de març de 2006     | Kitt Peak            | Spacewatch                                             |
| 164485 -           | 2006 FV32              | 25 de març de 2006     | Kitt Peak            | Spacewatch                                             |
| 164486 -           | 2006 FR34              | 25 de març de 2006     | Palomar              | NEAT                                                   |
| 164487 -           | 2006 FB35              | 23 de març de 2006     | Catalina             | CSS                                                    |
| 164488 -           | 2006 FP40              | 26 de març de 2006     | Kitt Peak            | Spacewatch                                             |
| 164489 -           | 2006 FR41              | 26 de març de 2006     | Mount Lemmon         | Mount Lemmon Survey                                    |
| 164490 -           | 2006 FD45              | 24 de març de 2006     | Mount Lemmon         | Mount Lemmon Survey                                    |
| 164491 -           | 2006 FB46              | 25 de març de 2006     | Palomar              | NEAT                                                   |
| 164492 -           | 2006 FS49              | 25 de març de 2006     | Catalina             | CSS                                                    |
| 164493 -           | 2006 FF50              | 23 de març de 2006     | Catalina             | CSS                                                    |
| 164494 -           | 2006 FY52              | 26 de març de 2006     | Mount Lemmon         | Mount Lemmon Survey                                    |
| 164495 -           | 2006 FG53              | 25 de març de 2006     | Kitt Peak            | Spacewatch                                             |
| 164496 -           | 2006 GD14              | 2 d'abril de 2006      | Kitt Peak            | Spacewatch                                             |
| 164497 -           | 2006 GR27              | 2 d'abril de 2006      | Kitt Peak            | Spacewatch                                             |
| 164498 -           | 2006 GP29              | 2 d'abril de 2006      | Kitt Peak            | Spacewatch                                             |
| 164499 -           | 2006 GO34              | 7 d'abril de 2006      | Catalina             | CSS                                                    |
| 164500 -           | 2006 GZ34              | 7 d'abril de 2006      | Kitt Peak            | Spacewatch                                             |
| 164501-164600      |                        |                        |                      |                                                        |
| 164501 -           | 2006 GK35              | 7 d'abril de 2006      | Catalina             | CSS                                                    |
| 164502 -           | 2006 GM35              | 7 d'abril de 2006      | Catalina             | CSS                                                    |
| 164503 -           | 2006 GY38              | 7 d'abril de 2006      | Socorro              | LINEAR                                                 |
| 164504 -           | 2006 GT41              | 7 d'abril de 2006      | Anderson Mesa        | LONEOS                                                 |
| 164505 -           | 2006 GP44              | 2 d'abril de 2006      | Mount Lemmon         | Mount Lemmon Survey                                    |
| 164506 -           | 2006 GO45              | 7 d'abril de 2006      | Socorro              | LINEAR                                                 |
| 164507 -           | 2006 GU45              | 8 d'abril de 2006      | Kitt Peak            | Spacewatch                                             |
| 164508 -           | 2006 GH51              | 5 d'abril de 2006      | Siding Spring        | SSS                                                    |
| 164509 -           | 2006 GH53              | 2 d'abril de 2006      | Catalina             | CSS                                                    |
| 164510 -           | 2006 GB54              | 2 d'abril de 2006      | Mount Lemmon         | Mount Lemmon Survey                                    |
| 164511 -           | 2006 HO1               | 18 d'abril de 2006     | Catalina             | CSS                                                    |
| 164512 -           | 2006 HG2               | 18 d'abril de 2006     | Palomar              | NEAT                                                   |
| 164513 -           | 2006 HT7               | 19 d'abril de 2006     | Palomar              | NEAT                                                   |
| 164514 -           | 2006 HS10              | 19 d'abril de 2006     | Kitt Peak            | Spacewatch                                             |
| 164515 -           | 2006 HR13              | 19 d'abril de 2006     | Anderson Mesa        | LONEOS                                                 |
| 164516 -           | 2006 HT13              | 19 d'abril de 2006     | Palomar              | NEAT                                                   |
| 164517 -           | 2006 HZ16              | 20 d'abril de 2006     | Kitt Peak            | Spacewatch                                             |
| 164518 Patoche     | 2006 HN18              | 19 d'abril de 2006     | Saint-Sulpice        | B. Christophe                                          |
| 164519 -           | 2006 HP24              | 20 d'abril de 2006     | Kitt Peak            | Spacewatch                                             |
| 164520 -           | 2006 HX28              | 21 d'abril de 2006     | Catalina             | CSS                                                    |
| 164521 -           | 2006 HC36              | 20 d'abril de 2006     | Kitt Peak            | Spacewatch                                             |
| 164522 -           | 2006 HU43              | 24 d'abril de 2006     | Mount Lemmon         | Mount Lemmon Survey                                    |
| 164523 -           | 2006 HF47              | 21 d'abril de 2006     | Catalina             | CSS                                                    |
| 164524 -           | 2006 HR60              | 27 d'abril de 2006     | Socorro              | LINEAR                                                 |
| 164525 -           | 2006 HF63              | 24 d'abril de 2006     | Kitt Peak            | Spacewatch                                             |
| 164526 -           | 2006 HA64              | 24 d'abril de 2006     | Kitt Peak            | Spacewatch                                             |
| 164527 -           | 2006 HT65              | 24 d'abril de 2006     | Kitt Peak            | Spacewatch                                             |
| 164528 -           | 2006 HB69              | 24 d'abril de 2006     | Mount Lemmon         | Mount Lemmon Survey                                    |
| 164529 -           | 2006 HS86              | 28 d'abril de 2006     | Socorro              | LINEAR                                                 |
| 164530 -           | 2006 HO89              | 21 d'abril de 2006     | Catalina             | CSS                                                    |
| 164531 -           | 2006 HX94              | 30 d'abril de 2006     | Kitt Peak            | Spacewatch                                             |
| 164532 -           | 2006 HD97              | 30 d'abril de 2006     | Kitt Peak            | Spacewatch                                             |
| 164533 -           | 2006 HK99              | 30 d'abril de 2006     | Kitt Peak            | Spacewatch                                             |
| 164534 -           | 2006 HJ110             | 26 d'abril de 2006     | Socorro              | LINEAR                                                 |
| 164535 -           | 2006 HA128             | 25 d'abril de 2006     | Palomar              | NEAT                                                   |
| 164536 -           | 2006 HF150             | 27 d'abril de 2006     | Cerro Tololo         | M. W. Buie                                             |
| 164537 -           | 2006 JF5               | 3 de maig de 2006      | Mount Lemmon         | Mount Lemmon Survey                                    |
| 164538 -           | 2006 JC6               | 2 de maig de 2006      | Nyukasa              | Nyukasa                                                |
| 164539 -           | 2006 JQ8               | 1 de maig de 2006      | Kitt Peak            | Spacewatch                                             |
| 164540 -           | 2006 JR8               | 1 de maig de 2006      | Kitt Peak            | Spacewatch                                             |
| 164541 -           | 2006 JR10              | 1 de maig de 2006      | Kitt Peak            | Spacewatch                                             |
| 164542 -           | 2006 JO15              | 2 de maig de 2006      | Mount Lemmon         | Mount Lemmon Survey                                    |
| 164543 -           | 2006 JK19              | 2 de maig de 2006      | Mount Lemmon         | Mount Lemmon Survey                                    |
| 164544 -           | 2006 JU29              | 3 de maig de 2006      | Kitt Peak            | Spacewatch                                             |
| 164545 -           | 2006 JU30              | 3 de maig de 2006      | Mount Lemmon         | Mount Lemmon Survey                                    |
| 164546 -           | 2006 JY39              | 6 de maig de 2006      | Mount Lemmon         | Mount Lemmon Survey                                    |
| 164547 -           | 2006 JY43              | 6 de maig de 2006      | Kitt Peak            | Spacewatch                                             |
| 164548 -           | 2006 JC48              | 5 de maig de 2006      | Anderson Mesa        | LONEOS                                                 |
| 164549 -           | 2006 JE58              | 6 de maig de 2006      | Siding Spring        | SSS                                                    |
| 164550 -           | 2006 KP                | 17 de maig de 2006     | Palomar              | NEAT                                                   |
| 164551 -           | 2006 KM1               | 19 de maig de 2006     | Reedy Creek          | J. Broughton                                           |
| 164552 -           | 2006 KJ6               | 19 de maig de 2006     | Mount Lemmon         | Mount Lemmon Survey                                    |
| 164553 -           | 2006 KW7               | 19 de maig de 2006     | Mount Lemmon         | Mount Lemmon Survey                                    |
| 164554 -           | 2006 KU9               | 19 de maig de 2006     | Catalina             | CSS                                                    |
| 164555 -           | 2006 KZ16              | 20 de maig de 2006     | Catalina             | CSS                                                    |
| 164556 -           | 2006 KN17              | 20 de maig de 2006     | Palomar              | NEAT                                                   |
| 164557 -           | 2006 KQ22              | 20 de maig de 2006     | Catalina             | CSS                                                    |
| 164558 -           | 2006 KA27              | 20 de maig de 2006     | Catalina             | CSS                                                    |
| 164559 -           | 2006 KJ42              | 20 de maig de 2006     | Kitt Peak            | Spacewatch                                             |
| 164560 -           | 2006 KW45              | 21 de maig de 2006     | Mount Lemmon         | Mount Lemmon Survey                                    |
| 164561 -           | 2006 KZ47              | 21 de maig de 2006     | Kitt Peak            | Spacewatch                                             |
| 164562 -           | 2006 KB50              | 21 de maig de 2006     | Kitt Peak            | Spacewatch                                             |
| 164563 -           | 2006 KO52              | 21 de maig de 2006     | Kitt Peak            | Spacewatch                                             |
| 164564 -           | 2006 KY52              | 21 de maig de 2006     | Kitt Peak            | Spacewatch                                             |
| 164565 -           | 2006 KE59              | 22 de maig de 2006     | Kitt Peak            | Spacewatch                                             |
| 164566 -           | 2006 KL68              | 20 de maig de 2006     | Mount Lemmon         | Mount Lemmon Survey                                    |
| 164567 -           | 2006 KL73              | 23 de maig de 2006     | Kitt Peak            | Spacewatch                                             |
| 164568 -           | 2006 KU82              | 19 de maig de 2006     | Mount Lemmon         | Mount Lemmon Survey                                    |
| 164569 -           | 2006 KX82              | 19 de maig de 2006     | Mount Lemmon         | Mount Lemmon Survey                                    |
| 164570 -           | 2006 KP91              | 25 de maig de 2006     | Kitt Peak            | Spacewatch                                             |
| 164571 -           | 2006 KB108             | 31 de maig de 2006     | Mount Lemmon         | Mount Lemmon Survey                                    |
| 164572 -           | 2006 KD122             | 24 de maig de 2006     | Palomar              | NEAT                                                   |
| 164573 -           | 2006 KK122             | 28 de maig de 2006     | Socorro              | LINEAR                                                 |
| 164574 -           | 2006 MQ4               | 17 de juny de 2006     | Kitt Peak            | Spacewatch                                             |
| 164575 -           | 2006 MF9               | 19 de juny de 2006     | Mount Lemmon         | Mount Lemmon Survey                                    |
| 164576 -           | 2006 SV28              | 17 de setembre de 2006 | Kitt Peak            | Spacewatch                                             |
| 164577 -           | 2006 SQ124             | 19 de setembre de 2006 | Catalina             | CSS                                                    |
| 164578 -           | 2006 SW159             | 23 de setembre de 2006 | Kitt Peak            | Spacewatch                                             |
| 164579 -           | 2006 SW353             | 30 de setembre de 2006 | Catalina             | CSS                                                    |
| 164580 -           | 2006 SN356             | 30 de setembre de 2006 | Catalina             | CSS                                                    |
| 164581 -           | 2006 TF47              | 12 d'octubre de 2006   | Kitt Peak            | Spacewatch                                             |
| 164582 -           | 2006 WU193             | 27 de novembre de 2006 | Mount Lemmon         | Mount Lemmon Survey                                    |
| 164583 -           | 2007 BO27              | 24 de gener de 2007    | Catalina             | CSS                                                    |
| 164584 -           | 2007 DG10              | 17 de febrer de 2007   | Kitt Peak            | Spacewatch                                             |
| 164585 -           | 2007 ND2               | 13 de juliol de 2007   | Marly                | P. Kocher                                              |
| 164586 Arlette     | 2007 NL4               | 14 de juliol de 2007   | Marly                | P. Kocher                                              |
| 164587 -           | 2007 OS                | 17 de juliol de 2007   | Chante-Perdrix       | Chante-Perdrix                                         |
| 164588 -           | 2007 PP                | 3 d'agost de 2007      | Eskridge             | Eskridge                                               |
| 164589 La Sagra    | 2007 PC11              | 11 d'agost de 2007     | OAM                  | OAM                                                    |
| 164590 -           | 2007 PF25              | 11 d'agost de 2007     | Reedy Creek          | J. Broughton                                           |
| 164591 -           | 2569 P-L               | 24 de setembre de 1960 | Palomar              | C. J. van Houten, I. van Houten-Groeneveld, T. Gehrels |
| 164592 -           | 2761 P-L               | 24 de setembre de 1960 | Palomar              | C. J. van Houten, I. van Houten-Groeneveld, T. Gehrels |
| 164593 -           | 4114 P-L               | 24 de setembre de 1960 | Palomar              | C. J. van Houten, I. van Houten-Groeneveld, T. Gehrels |
| 164594 -           | 4144 P-L               | 24 de setembre de 1960 | Palomar              | C. J. van Houten, I. van Houten-Groeneveld, T. Gehrels |
| 164595 -           | 4791 P-L               | 24 de setembre de 1960 | Palomar              | C. J. van Houten, I. van Houten-Groeneveld, T. Gehrels |
| 164596 -           | 4802 P-L               | 24 de setembre de 1960 | Palomar              | C. J. van Houten, I. van Houten-Groeneveld, T. Gehrels |
| 164597 -           | 6025 P-L               | 24 de setembre de 1960 | Palomar              | C. J. van Houten, I. van Houten-Groeneveld, T. Gehrels |
| 164598 -           | 6252 P-L               | 24 de setembre de 1960 | Palomar              | C. J. van Houten, I. van Houten-Groeneveld, T. Gehrels |
| 164599 -           | 6366 P-L               | 24 de setembre de 1960 | Palomar              | C. J. van Houten, I. van Houten-Groeneveld, T. Gehrels |
| 164600 -           | 1060 T-2               | 29 de setembre de 1973 | Palomar              | C. J. van Houten, I. van Houten-Groeneveld, T. Gehrels |
| 164601-164700      |                        |                        |                      |                                                        |
| 164601 -           | 1123 T-2               | 29 de setembre de 1973 | Palomar              | C. J. van Houten, I. van Houten-Groeneveld, T. Gehrels |
| 164602 -           | 1301 T-2               | 29 de setembre de 1973 | Palomar              | C. J. van Houten, I. van Houten-Groeneveld, T. Gehrels |
| 164603 -           | 1422 T-2               | 29 de setembre de 1973 | Palomar              | C. J. van Houten, I. van Houten-Groeneveld, T. Gehrels |
| 164604 -           | 2054 T-2               | 29 de setembre de 1973 | Palomar              | C. J. van Houten, I. van Houten-Groeneveld, T. Gehrels |
| 164605 -           | 4097 T-2               | 29 de setembre de 1973 | Palomar              | C. J. van Houten, I. van Houten-Groeneveld, T. Gehrels |
| 164606 -           | 3167 T-3               | 16 d'octubre de 1977   | Palomar              | C. J. van Houten, I. van Houten-Groeneveld, T. Gehrels |
| 164607 -           | 3273 T-3               | 16 d'octubre de 1977   | Palomar              | C. J. van Houten, I. van Houten-Groeneveld, T. Gehrels |
| 164608 -           | 3307 T-3               | 16 d'octubre de 1977   | Palomar              | C. J. van Houten, I. van Houten-Groeneveld, T. Gehrels |
| 164609 -           | 3829 T-3               | 16 d'octubre de 1977   | Palomar              | C. J. van Houten, I. van Houten-Groeneveld, T. Gehrels |
| 164610 -           | 3840 T-3               | 16 d'octubre de 1977   | Palomar              | C. J. van Houten, I. van Houten-Groeneveld, T. Gehrels |
| 164611 -           | 4066 T-3               | 16 d'octubre de 1977   | Palomar              | C. J. van Houten, I. van Houten-Groeneveld, T. Gehrels |
| 164612 -           | 5693 T-3               | 16 d'octubre de 1977   | Palomar              | C. J. van Houten, I. van Houten-Groeneveld, T. Gehrels |
| 164613 -           | 1981 EQ38              | 1 de març de 1981      | Siding Spring        | S. J. Bus                                              |
| 164614 -           | 1981 EJ41              | 2 de març de 1981      | Siding Spring        | S. J. Bus                                              |
| 164615 -           | 1981 RU7               | 3 de setembre de 1981  | Palomar              | S. J. Bus                                              |
| 164616 -           | 1986 WV8               | 30 de novembre de 1986 | Kiso                 | H. Kosai, K. Hurukawa                                  |
| 164617 -           | 1990 RP7               | 13 de setembre de 1990 | La Silla             | H. Debehogne                                           |
| 164618 -           | 1991 VX11              | 8 de novembre de 1991  | Kitt Peak            | Spacewatch                                             |
| 164619 -           | 1992 EF4               | 1 de març de 1992      | La Silla             | UESAC                                                  |
| 164620 -           | 1992 RA3               | 2 de setembre de 1992  | La Silla             | E. W. Elst                                             |
| 164621 -           | 1992 SC4               | 24 de setembre de 1992 | Kitt Peak            | Spacewatch                                             |
| 164622 -           | 1993 FN5               | 17 de març de 1993     | La Silla             | UESAC                                                  |
| 164623 -           | 1993 FR38              | 19 de març de 1993     | La Silla             | UESAC                                                  |
| 164624 -           | 1993 FK44              | 19 de març de 1993     | La Silla             | UESAC                                                  |
| 164625 -           | 1993 TC15              | 9 d'octubre de 1993    | La Silla             | E. W. Elst                                             |
| 164626 -           | 1993 TL41              | 9 d'octubre de 1993    | La Silla             | E. W. Elst                                             |
| 164627 -           | 1993 UT7               | 20 d'octubre de 1993   | La Silla             | E. W. Elst                                             |
| 164628 -           | 1993 UX7               | 20 d'octubre de 1993   | La Silla             | E. W. Elst                                             |
| 164629 -           | 1994 AB13              | 11 de gener de 1994    | Kitt Peak            | Spacewatch                                             |
| 164630 -           | 1994 PO6               | 10 d'agost de 1994     | La Silla             | E. W. Elst                                             |
| 164631 -           | 1994 RF9               | 12 de setembre de 1994 | Kitt Peak            | Spacewatch                                             |
| 164632 -           | 1994 RM14              | 3 de setembre de 1994  | La Silla             | E. W. Elst                                             |
| 164633 -           | 1994 SW4               | 28 de setembre de 1994 | Kitt Peak            | Spacewatch                                             |
| 164634 -           | 1994 UB6               | 28 d'octubre de 1994   | Kitt Peak            | Spacewatch                                             |
| 164635 -           | 1994 WW8               | 28 de novembre de 1994 | Kitt Peak            | Spacewatch                                             |
| 164636 -           | 1995 BR8               | 29 de gener de 1995    | Kitt Peak            | Spacewatch                                             |
| 164637 -           | 1995 CC10              | 4 de febrer de 1995    | Kitt Peak            | Spacewatch                                             |
| 164638 -           | 1995 FW17              | 29 de març de 1995     | Kitt Peak            | Spacewatch                                             |
| 164639 -           | 1995 FZ18              | 29 de març de 1995     | Kitt Peak            | Spacewatch                                             |
| 164640 -           | 1995 GN4               | 5 d'abril de 1995      | Kitt Peak            | Spacewatch                                             |
| 164641 -           | 1995 MK4               | 29 de juny de 1995     | Kitt Peak            | Spacewatch                                             |
| 164642 -           | 1995 SJ7               | 17 de setembre de 1995 | Kitt Peak            | Spacewatch                                             |
| 164643 -           | 1995 SU12              | 18 de setembre de 1995 | Kitt Peak            | Spacewatch                                             |
| 164644 -           | 1995 SH14              | 18 de setembre de 1995 | Kitt Peak            | Spacewatch                                             |
| 164645 -           | 1995 SS65              | 26 de setembre de 1995 | Kitt Peak            | Spacewatch                                             |
| 164646 -           | 1995 SU86              | 26 de setembre de 1995 | Kitt Peak            | Spacewatch                                             |
| 164647 -           | 1995 UX25              | 20 d'octubre de 1995   | Kitt Peak            | Spacewatch                                             |
| 164648 -           | 1995 UG33              | 21 d'octubre de 1995   | Kitt Peak            | Spacewatch                                             |
| 164649 -           | 1995 VA18              | 15 de novembre de 1995 | Kitt Peak            | Spacewatch                                             |
| 164650 -           | 1995 WT36              | 21 de novembre de 1995 | Kitt Peak            | Spacewatch                                             |
| 164651 -           | 1996 AM7               | 12 de gener de 1996    | Kitt Peak            | Spacewatch                                             |
| 164652 -           | 1996 AD13              | 15 de gener de 1996    | Kitt Peak            | Spacewatch                                             |
| 164653 -           | 1996 FS14              | 19 de març de 1996     | Kitt Peak            | Spacewatch                                             |
| 164654 -           | 1996 GM16              | 14 d'abril de 1996     | Kitt Peak            | Spacewatch                                             |
| 164655 -           | 1996 HR1               | 22 d'abril de 1996     | Haleakala            | AMOS                                                   |
| 164656 -           | 1996 RP5               | 15 de setembre de 1996 | Xinglong             | BAO Schmidt CCD Asteroid Program                       |
| 164657 -           | 1996 RU6               | 5 de setembre de 1996  | Kitt Peak            | Spacewatch                                             |
| 164658 -           | 1996 RG9               | 7 de setembre de 1996  | Kitt Peak            | Spacewatch                                             |
| 164659 -           | 1996 RT13              | 8 de setembre de 1996  | Kitt Peak            | Spacewatch                                             |
| 164660 -           | 1996 RE16              | 13 de setembre de 1996 | Kitt Peak            | Spacewatch                                             |
| 164661 -           | 1996 ST7               | 17 de setembre de 1996 | Xinglong             | BAO Schmidt CCD Asteroid Program                       |
| 164662 -           | 1996 TC9               | 13 d'octubre de 1996   | Needville            | W. G. Dillon, R. Pepper                                |
| 164663 -           | 1996 TQ13              | 5 d'octubre de 1996    | Xinglong             | BAO Schmidt CCD Asteroid Program                       |
| 164664 -           | 1996 TH17              | 4 d'octubre de 1996    | Kitt Peak            | Spacewatch                                             |
| 164665 -           | 1996 TO20              | 5 d'octubre de 1996    | Kitt Peak            | Spacewatch                                             |
| 164666 -           | 1996 TB30              | 7 d'octubre de 1996    | Kitt Peak            | Spacewatch                                             |
| 164667 -           | 1996 TA36              | 11 d'octubre de 1996   | Kitt Peak            | Spacewatch                                             |
| 164668 -           | 1996 TP56              | 2 d'octubre de 1996    | La Silla             | E. W. Elst                                             |
| 164669 -           | 1996 VJ23              | 10 de novembre de 1996 | Kitt Peak            | Spacewatch                                             |
| 164670 -           | 1996 XM6               | 3 de desembre de 1996  | Nachi-Katsuura       | Y. Shimizu, T. Urata                                   |
| 164671 -           | 1996 XC12              | 4 de desembre de 1996  | Kitt Peak            | Spacewatch                                             |
| 164672 -           | 1996 XX29              | 14 de desembre de 1996 | Kitt Peak            | Spacewatch                                             |
| 164673 -           | 1997 BR4               | 31 de gener de 1997    | Kitt Peak            | Spacewatch                                             |
| 164674 -           | 1997 EV4               | 2 de març de 1997      | Kitt Peak            | Spacewatch                                             |
| 164675 -           | 1997 EK5               | 4 de març de 1997      | Kitt Peak            | Spacewatch                                             |
| 164676 -           | 1997 EL7               | 2 de març de 1997      | Bologna              | Osservatorio San Vittore                               |
| 164677 -           | 1997 GA4               | 8 d'abril de 1997      | Kleť                 | Kleť                                                   |
| 164678 -           | 1997 GR4               | 7 d'abril de 1997      | Kitt Peak            | Spacewatch                                             |
| 164679 -           | 1997 GJ12              | 3 d'abril de 1997      | Socorro              | LINEAR                                                 |
| 164680 -           | 1997 GO20              | 5 d'abril de 1997      | Socorro              | LINEAR                                                 |
| 164681 -           | 1997 KA1               | 27 de maig de 1997     | Caussols             | ODAS                                                   |
| 164682 -           | 1997 LQ1               | 1 de juny de 1997      | Kitt Peak            | Spacewatch                                             |
| 164683 -           | 1997 LH3               | 5 de juny de 1997      | Kitt Peak            | Spacewatch                                             |
| 164684 -           | 1997 LS4               | 7 de juny de 1997      | Kitt Peak            | Spacewatch                                             |
| 164685 -           | 1997 LH13              | 7 de juny de 1997      | La Silla             | E. W. Elst                                             |
| 164686 -           | 1997 MW5               | 26 de juny de 1997     | Kitt Peak            | Spacewatch                                             |
| 164687 -           | 1997 ME6               | 26 de juny de 1997     | Kitt Peak            | Spacewatch                                             |
| 164688 -           | 1997 SO1               | 21 de setembre de 1997 | Ondřejov             | L. Šarounová                                           |
| 164689 -           | 1997 SC7               | 23 de setembre de 1997 | Kitt Peak            | Spacewatch                                             |
| 164690 -           | 1997 SH8               | 23 de setembre de 1997 | Kitt Peak            | Spacewatch                                             |
| 164691 -           | 1997 SH14              | 28 de setembre de 1997 | Kitt Peak            | Spacewatch                                             |
| 164692 -           | 1997 TM21              | 4 d'octubre de 1997    | Kitt Peak            | Spacewatch                                             |
| 164693 -           | 1997 TC24              | 11 d'octubre de 1997   | Kitt Peak            | Spacewatch                                             |
| 164694 -           | 1997 UC16              | 23 d'octubre de 1997   | Kitt Peak            | Spacewatch                                             |
| 164695 -           | 1997 UJ16              | 23 d'octubre de 1997   | Kitt Peak            | Spacewatch                                             |
| 164696 -           | 1997 WB8               | 23 de novembre de 1997 | Chichibu             | N. Sato                                                |
| 164697 -           | 1997 WS28              | 28 de novembre de 1997 | Kitt Peak            | Spacewatch                                             |
| 164698 -           | 1997 WA47              | 26 de novembre de 1997 | Socorro              | LINEAR                                                 |
| 164699 -           | 1997 XV6               | 5 de desembre de 1997  | Caussols             | ODAS                                                   |
| 164700 -           | 1998 AO4               | 6 de gener de 1998     | Kitt Peak            | Spacewatch                                             |
| 164701-164800      |                        |                        |                      |                                                        |
| 164701 -           | 1998 AX9               | 7 de gener de 1998     | Anderson Mesa        | M. W. Buie                                             |
| 164702 -           | 1998 BH6               | 22 de gener de 1998    | Kitt Peak            | Spacewatch                                             |
| 164703 -           | 1998 BN20              | 22 de gener de 1998    | Kitt Peak            | Spacewatch                                             |
| 164704 -           | 1998 BF31              | 26 de gener de 1998    | Kitt Peak            | Spacewatch                                             |
| 164705 -           | 1998 DE2               | 17 de febrer de 1998   | Kitt Peak            | Spacewatch                                             |
| 164706 -           | 1998 DJ19              | 24 de febrer de 1998   | Kitt Peak            | Spacewatch                                             |
| 164707 -           | 1998 DE27              | 26 de febrer de 1998   | Kitt Peak            | Spacewatch                                             |
| 164708 -           | 1998 FX7               | 20 de març de 1998     | Kitt Peak            | Spacewatch                                             |
| 164709 -           | 1998 FC10              | 24 de març de 1998     | Caussols             | ODAS                                                   |
| 164710 -           | 1998 FW24              | 20 de març de 1998     | Socorro              | LINEAR                                                 |
| 164711 -           | 1998 FD42              | 20 de març de 1998     | Socorro              | LINEAR                                                 |
| 164712 -           | 1998 FM58              | 20 de març de 1998     | Socorro              | LINEAR                                                 |
| 164713 -           | 1998 FK61              | 20 de març de 1998     | Socorro              | LINEAR                                                 |
| 164714 -           | 1998 FN91              | 24 de març de 1998     | Socorro              | LINEAR                                                 |
| 164715 -           | 1998 FZ139             | 28 de març de 1998     | Socorro              | LINEAR                                                 |
| 164716 -           | 1998 GH                | 2 d'abril de 1998      | Socorro              | LINEAR                                                 |
| 164717 -           | 1998 GN1               | 6 d'abril de 1998      | Kleť                 | Kleť                                                   |
| 164718 -           | 1998 HM4               | 21 d'abril de 1998     | Socorro              | LINEAR                                                 |
| 164719 -           | 1998 HZ6               | 21 d'abril de 1998     | Socorro              | LINEAR                                                 |
| 164720 -           | 1998 KT24              | 22 de maig de 1998     | Socorro              | LINEAR                                                 |
| 164721 -           | 1998 QO24              | 17 d'agost de 1998     | Socorro              | LINEAR                                                 |
| 164722 -           | 1998 QN68              | 24 d'agost de 1998     | Socorro              | LINEAR                                                 |
| 164723 -           | 1998 QW71              | 24 d'agost de 1998     | Socorro              | LINEAR                                                 |
| 164724 -           | 1998 QM78              | 24 d'agost de 1998     | Socorro              | LINEAR                                                 |
| 164725 -           | 1998 QF98              | 28 d'agost de 1998     | Socorro              | LINEAR                                                 |
| 164726 -           | 1998 QE107             | 19 d'agost de 1998     | Xinglong             | BAO Schmidt CCD Asteroid Program                       |
| 164727 -           | 1998 RH5               | 15 de setembre de 1998 | Caussols             | ODAS                                                   |
| 164728 -           | 1998 RH12              | 14 de setembre de 1998 | Kitt Peak            | Spacewatch                                             |
| 164729 -           | 1998 RT49              | 14 de setembre de 1998 | Socorro              | LINEAR                                                 |
| 164730 -           | 1998 RA55              | 14 de setembre de 1998 | Socorro              | LINEAR                                                 |
| 164731 -           | 1998 RK64              | 14 de setembre de 1998 | Socorro              | LINEAR                                                 |
| 164732 -           | 1998 RE69              | 14 de setembre de 1998 | Socorro              | LINEAR                                                 |
| 164733 -           | 1998 RE70              | 14 de setembre de 1998 | Socorro              | LINEAR                                                 |
| 164734 -           | 1998 SE21              | 21 de setembre de 1998 | Kitt Peak            | Spacewatch                                             |
| 164735 -           | 1998 SY24              | 18 de setembre de 1998 | Anderson Mesa        | LONEOS                                                 |
| 164736 -           | 1998 SJ40              | 24 de setembre de 1998 | Kitt Peak            | Spacewatch                                             |
| 164737 -           | 1998 ST47              | 26 de setembre de 1998 | Kitt Peak            | Spacewatch                                             |
| 164738 -           | 1998 SP84              | 26 de setembre de 1998 | Socorro              | LINEAR                                                 |
| 164739 -           | 1998 SF103             | 26 de setembre de 1998 | Socorro              | LINEAR                                                 |
| 164740 -           | 1998 SJ106             | 26 de setembre de 1998 | Socorro              | LINEAR                                                 |
| 164741 -           | 1998 SH113             | 26 de setembre de 1998 | Socorro              | LINEAR                                                 |
| 164742 -           | 1998 SS138             | 26 de setembre de 1998 | Socorro              | LINEAR                                                 |
| 164743 -           | 1998 SD156             | 26 de setembre de 1998 | Socorro              | LINEAR                                                 |
| 164744 -           | 1998 SN162             | 26 de setembre de 1998 | Socorro              | LINEAR                                                 |
| 164745 -           | 1998 TU8               | 12 d'octubre de 1998   | Kitt Peak            | Spacewatch                                             |
| 164746 -           | 1998 TF11              | 13 d'octubre de 1998   | Kitt Peak            | Spacewatch                                             |
| 164747 -           | 1998 TP20              | 13 d'octubre de 1998   | Kitt Peak            | Spacewatch                                             |
| 164748 -           | 1998 TC22              | 13 d'octubre de 1998   | Kitt Peak            | Spacewatch                                             |
| 164749 -           | 1998 TP22              | 13 d'octubre de 1998   | Kitt Peak            | Spacewatch                                             |
| 164750 -           | 1998 TW29              | 14 d'octubre de 1998   | Xinglong             | BAO Schmidt CCD Asteroid Program                       |
| 164751 -           | 1998 UW3               | 20 d'octubre de 1998   | Caussols             | ODAS                                                   |
| 164752 -           | 1998 UR17              | 18 d'octubre de 1998   | Xinglong             | BAO Schmidt CCD Asteroid Program                       |
| 164753 -           | 1998 UJ41              | 28 d'octubre de 1998   | Socorro              | LINEAR                                                 |
| 164754 -           | 1998 VQ10              | 10 de novembre de 1998 | Socorro              | LINEAR                                                 |
| 164755 -           | 1998 VK27              | 10 de novembre de 1998 | Socorro              | LINEAR                                                 |
| 164756 -           | 1998 VR35              | 9 de novembre de 1998  | Xinglong             | BAO Schmidt CCD Asteroid Program                       |
| 164757 -           | 1998 VY35              | 12 de novembre de 1998 | Xinglong             | BAO Schmidt CCD Asteroid Program                       |
| 164758 -           | 1998 VN37              | 10 de novembre de 1998 | Socorro              | LINEAR                                                 |
| 164759 -           | 1998 VR56              | 11 de novembre de 1998 | Anderson Mesa        | LONEOS                                                 |
| 164760 -           | 1998 WX2               | 17 de novembre de 1998 | Caussols             | ODAS                                                   |
| 164761 -           | 1998 WU6               | 24 de novembre de 1998 | Baton Rouge          | W. R. Cooney Jr., P. M. Motl                           |
| 164762 -           | 1998 WX27              | 18 de novembre de 1998 | Kitt Peak            | Spacewatch                                             |
| 164763 -           | 1998 WH29              | 23 de novembre de 1998 | Kitt Peak            | Spacewatch                                             |
| 164764 -           | 1998 XK1               | 7 de desembre de 1998  | Caussols             | ODAS                                                   |
| 164765 -           | 1998 XM1               | 7 de desembre de 1998  | Caussols             | ODAS                                                   |
| 164766 -           | 1998 XQ13              | 15 de desembre de 1998 | Caussols             | ODAS                                                   |
| 164767 -           | 1998 YK4               | 18 de desembre de 1998 | Woomera              | F. B. Zoltowski                                        |
| 164768 -           | 1998 YE22              | 26 de desembre de 1998 | Kitt Peak            | Spacewatch                                             |
| 164769 -           | 1999 AG38              | 9 de gener de 1999     | Xinglong             | BAO Schmidt CCD Asteroid Program                       |
| 164770 -           | 1999 BN18              | 16 de gener de 1999    | Socorro              | LINEAR                                                 |
| 164771 -           | 1999 CB5               | 12 de febrer de 1999   | Oohira               | T. Urata                                               |
| 164772 -           | 1999 CV33              | 10 de febrer de 1999   | Socorro              | LINEAR                                                 |
| 164773 -           | 1999 CW48              | 10 de febrer de 1999   | Socorro              | LINEAR                                                 |
| 164774 -           | 1999 CA95              | 10 de febrer de 1999   | Socorro              | LINEAR                                                 |
| 164775 -           | 1999 CJ124             | 11 de febrer de 1999   | Socorro              | LINEAR                                                 |
| 164776 -           | 1999 CJ133             | 7 de febrer de 1999    | Kitt Peak            | Spacewatch                                             |
| 164777 -           | 1999 CD142             | 10 de febrer de 1999   | Kitt Peak            | Spacewatch                                             |
| 164778 -           | 1999 CD149             | 13 de febrer de 1999   | Kitt Peak            | Spacewatch                                             |
| 164779 -           | 1999 CN157             | 8 de febrer de 1999    | Kitt Peak            | Spacewatch                                             |
| 164780 -           | 1999 CH159             | 8 de febrer de 1999    | Kitt Peak            | Spacewatch                                             |
| 164781 -           | 1999 DA4               | 20 de febrer de 1999   | Goodricke-Pigott     | R. A. Tucker                                           |
| 164782 -           | 1999 DK4               | 16 de febrer de 1999   | Ondřejov             | Ondřejov Observatory                                   |
| 164783 -           | 1999 EZ1               | 9 de març de 1999      | Kitt Peak            | Spacewatch                                             |
| 164784 -           | 1999 EJ11              | 15 de març de 1999     | Kitt Peak            | Spacewatch                                             |
| 164785 -           | 1999 ES14              | 14 de març de 1999     | Kitt Peak            | Spacewatch                                             |
| 164786 -           | 1999 FZ1               | 16 de març de 1999     | Kitt Peak            | Spacewatch                                             |
| 164787 -           | 1999 FE11              | 17 de març de 1999     | Kitt Peak            | Spacewatch                                             |
| 164788 -           | 1999 FN12              | 18 de març de 1999     | Kitt Peak            | Spacewatch                                             |
| 164789 -           | 1999 FV18              | 22 de març de 1999     | Anderson Mesa        | LONEOS                                                 |
| 164790 -           | 1999 FY35              | 20 de març de 1999     | Socorro              | LINEAR                                                 |
| 164791 -           | 1999 FJ70              | 20 de març de 1999     | Apache Point         | SDSS                                                   |
| 164792 -           | 1999 FD78              | 20 de març de 1999     | Apache Point         | SDSS                                                   |
| 164793 -           | 1999 GO7               | 7 d'abril de 1999      | Anderson Mesa        | LONEOS                                                 |
| 164794 -           | 1999 GO10              | 11 d'abril de 1999     | Kitt Peak            | Spacewatch                                             |
| 164795 -           | 1999 GW10              | 11 d'abril de 1999     | Kitt Peak            | Spacewatch                                             |
| 164796 -           | 1999 GX13              | 14 d'abril de 1999     | Kitt Peak            | Spacewatch                                             |
| 164797 -           | 1999 GJ24              | 6 d'abril de 1999      | Socorro              | LINEAR                                                 |
| 164798 -           | 1999 JC1               | 7 de maig de 1999      | Catalina             | CSS                                                    |
| 164799 -           | 1999 JV26              | 10 de maig de 1999     | Socorro              | LINEAR                                                 |
| 164800 -           | 1999 JE32              | 10 de maig de 1999     | Socorro              | LINEAR                                                 |
| 164801-164900      |                        |                        |                      |                                                        |
| 164801 -           | 1999 JH42              | 10 de maig de 1999     | Socorro              | LINEAR                                                 |
| 164802 -           | 1999 JU48              | 10 de maig de 1999     | Socorro              | LINEAR                                                 |
| 164803 -           | 1999 JH65              | 12 de maig de 1999     | Socorro              | LINEAR                                                 |
| 164804 -           | 1999 JL75              | 9 de maig de 1999      | Bergisch Gladbach    | W. Bickel                                              |
| 164805 -           | 1999 JT109             | 13 de maig de 1999     | Socorro              | LINEAR                                                 |
| 164806 -           | 1999 JA110             | 13 de maig de 1999     | Socorro              | LINEAR                                                 |
| 164807 -           | 1999 JA114             | 13 de maig de 1999     | Socorro              | LINEAR                                                 |
| 164808 -           | 1999 JC116             | 13 de maig de 1999     | Socorro              | LINEAR                                                 |
| 164809 -           | 1999 JH121             | 13 de maig de 1999     | Socorro              | LINEAR                                                 |
| 164810 -           | 1999 JN124             | 10 de maig de 1999     | Socorro              | LINEAR                                                 |
| 164811 -           | 1999 JR135             | 7 de maig de 1999      | Anderson Mesa        | LONEOS                                                 |
| 164812 -           | 1999 KT17              | 17 de maig de 1999     | Catalina             | CSS                                                    |
| 164813 -           | 1999 LC8               | 8 de juny de 1999      | Socorro              | LINEAR                                                 |
| 164814 -           | 1999 LR32              | 8 de juny de 1999      | Kitt Peak            | Spacewatch                                             |
| 164815 -           | 1999 ND62              | 13 de juliol de 1999   | Socorro              | LINEAR                                                 |
| 164816 -           | 1999 PR5               | 12 d'agost de 1999     | Kitt Peak            | Spacewatch                                             |
| 164817 -           | 1999 QW                | 17 d'agost de 1999     | Kitt Peak            | Spacewatch                                             |
| 164818 -           | 1999 RR41              | 14 de setembre de 1999 | Kleť                 | Kleť                                                   |
| 164819 -           | 1999 RL86              | 7 de setembre de 1999  | Socorro              | LINEAR                                                 |
| 164820 -           | 1999 RR89              | 7 de setembre de 1999  | Socorro              | LINEAR                                                 |
| 164821 -           | 1999 RY112             | 9 de setembre de 1999  | Socorro              | LINEAR                                                 |
| 164822 -           | 1999 RV157             | 9 de setembre de 1999  | Socorro              | LINEAR                                                 |
| 164823 -           | 1999 RD171             | 9 de setembre de 1999  | Socorro              | LINEAR                                                 |
| 164824 -           | 1999 RS176             | 9 de setembre de 1999  | Socorro              | LINEAR                                                 |
| 164825 -           | 1999 RT203             | 8 de setembre de 1999  | Socorro              | LINEAR                                                 |
| 164826 -           | 1999 RN208             | 8 de setembre de 1999  | Socorro              | LINEAR                                                 |
| 164827 -           | 1999 RN236             | 8 de setembre de 1999  | Catalina             | CSS                                                    |
| 164828 -           | 1999 TL40              | 5 d'octubre de 1999    | Catalina             | CSS                                                    |
| 164829 -           | 1999 TE45              | 3 d'octubre de 1999    | Kitt Peak            | Spacewatch                                             |
| 164830 -           | 1999 TA49              | 4 d'octubre de 1999    | Kitt Peak            | Spacewatch                                             |
| 164831 -           | 1999 TL52              | 5 d'octubre de 1999    | Kitt Peak            | Spacewatch                                             |
| 164832 -           | 1999 TL55              | 6 d'octubre de 1999    | Kitt Peak            | Spacewatch                                             |
| 164833 -           | 1999 TR62              | 7 d'octubre de 1999    | Kitt Peak            | Spacewatch                                             |
| 164834 -           | 1999 TL64              | 8 d'octubre de 1999    | Kitt Peak            | Spacewatch                                             |
| 164835 -           | 1999 TS67              | 8 d'octubre de 1999    | Kitt Peak            | Spacewatch                                             |
| 164836 -           | 1999 TW75              | 10 d'octubre de 1999   | Kitt Peak            | Spacewatch                                             |
| 164837 -           | 1999 TY81              | 12 d'octubre de 1999   | Kitt Peak            | Spacewatch                                             |
| 164838 -           | 1999 TH83              | 12 d'octubre de 1999   | Kitt Peak            | Spacewatch                                             |
| 164839 -           | 1999 TX86              | 15 d'octubre de 1999   | Kitt Peak            | Spacewatch                                             |
| 164840 -           | 1999 TK88              | 15 d'octubre de 1999   | Socorro              | LINEAR                                                 |
| 164841 -           | 1999 TV112             | 4 d'octubre de 1999    | Socorro              | LINEAR                                                 |
| 164842 -           | 1999 TV133             | 6 d'octubre de 1999    | Socorro              | LINEAR                                                 |
| 164843 -           | 1999 TH138             | 6 d'octubre de 1999    | Socorro              | LINEAR                                                 |
| 164844 -           | 1999 TV143             | 7 d'octubre de 1999    | Socorro              | LINEAR                                                 |
| 164845 -           | 1999 TT149             | 7 d'octubre de 1999    | Socorro              | LINEAR                                                 |
| 164846 -           | 1999 TT152             | 7 d'octubre de 1999    | Socorro              | LINEAR                                                 |
| 164847 -           | 1999 TC153             | 7 d'octubre de 1999    | Socorro              | LINEAR                                                 |
| 164848 -           | 1999 TM156             | 7 d'octubre de 1999    | Socorro              | LINEAR                                                 |
| 164849 -           | 1999 TW163             | 9 d'octubre de 1999    | Socorro              | LINEAR                                                 |
| 164850 -           | 1999 TF171             | 10 d'octubre de 1999   | Socorro              | LINEAR                                                 |
| 164851 -           | 1999 TK171             | 10 d'octubre de 1999   | Socorro              | LINEAR                                                 |
| 164852 -           | 1999 TT174             | 10 d'octubre de 1999   | Socorro              | LINEAR                                                 |
| 164853 -           | 1999 TQ198             | 12 d'octubre de 1999   | Socorro              | LINEAR                                                 |
| 164854 -           | 1999 TK204             | 13 d'octubre de 1999   | Socorro              | LINEAR                                                 |
| 164855 -           | 1999 TO204             | 13 d'octubre de 1999   | Socorro              | LINEAR                                                 |
| 164856 -           | 1999 TJ210             | 14 d'octubre de 1999   | Socorro              | LINEAR                                                 |
| 164857 -           | 1999 TC215             | 15 d'octubre de 1999   | Socorro              | LINEAR                                                 |
| 164858 -           | 1999 TX215             | 15 d'octubre de 1999   | Socorro              | LINEAR                                                 |
| 164859 -           | 1999 TA218             | 15 d'octubre de 1999   | Socorro              | LINEAR                                                 |
| 164860 -           | 1999 TA241             | 4 d'octubre de 1999    | Catalina             | CSS                                                    |
| 164861 -           | 1999 TL260             | 10 d'octubre de 1999   | Socorro              | LINEAR                                                 |
| 164862 -           | 1999 TD262             | 13 d'octubre de 1999   | Socorro              | LINEAR                                                 |
| 164863 -           | 1999 TN269             | 3 d'octubre de 1999    | Socorro              | LINEAR                                                 |
| 164864 -           | 1999 TH272             | 3 d'octubre de 1999    | Socorro              | LINEAR                                                 |
| 164865 -           | 1999 TA273             | 3 d'octubre de 1999    | Socorro              | LINEAR                                                 |
| 164866 -           | 1999 TK278             | 6 d'octubre de 1999    | Socorro              | LINEAR                                                 |
| 164867 -           | 1999 TH287             | 10 d'octubre de 1999   | Socorro              | LINEAR                                                 |
| 164868 -           | 1999 TU309             | 3 d'octubre de 1999    | Kitt Peak            | Spacewatch                                             |
| 164869 -           | 1999 UJ11              | 31 d'octubre de 1999   | Bergisch Gladbach    | W. Bickel                                              |
| 164870 -           | 1999 UD14              | 29 d'octubre de 1999   | Catalina             | CSS                                                    |
| 164871 -           | 1999 UE20              | 31 d'octubre de 1999   | Kitt Peak            | Spacewatch                                             |
| 164872 -           | 1999 UJ31              | 31 d'octubre de 1999   | Kitt Peak            | Spacewatch                                             |
| 164873 -           | 1999 UO36              | 16 d'octubre de 1999   | Kitt Peak            | Spacewatch                                             |
| 164874 -           | 1999 UL37              | 16 d'octubre de 1999   | Kitt Peak            | Spacewatch                                             |
| 164875 -           | 1999 UA38              | 16 d'octubre de 1999   | Kitt Peak            | Spacewatch                                             |
| 164876 -           | 1999 UB49              | 31 d'octubre de 1999   | Catalina             | CSS                                                    |
| 164877 -           | 1999 UQ49              | 30 d'octubre de 1999   | Catalina             | CSS                                                    |
| 164878 -           | 1999 VA14              | 2 de novembre de 1999  | Socorro              | LINEAR                                                 |
| 164879 -           | 1999 VK18              | 2 de novembre de 1999  | Kitt Peak            | Spacewatch                                             |
| 164880 -           | 1999 VN26              | 3 de novembre de 1999  | Socorro              | LINEAR                                                 |
| 164881 -           | 1999 VT30              | 3 de novembre de 1999  | Socorro              | LINEAR                                                 |
| 164882 -           | 1999 VB42              | 4 de novembre de 1999  | Kitt Peak            | Spacewatch                                             |
| 164883 -           | 1999 VQ65              | 4 de novembre de 1999  | Socorro              | LINEAR                                                 |
| 164884 -           | 1999 VW76              | 5 de novembre de 1999  | Kitt Peak            | Spacewatch                                             |
| 164885 -           | 1999 VU79              | 4 de novembre de 1999  | Socorro              | LINEAR                                                 |
| 164886 -           | 1999 VX81              | 5 de novembre de 1999  | Socorro              | LINEAR                                                 |
| 164887 -           | 1999 VT84              | 6 de novembre de 1999  | Kitt Peak            | Spacewatch                                             |
| 164888 -           | 1999 VK86              | 5 de novembre de 1999  | Socorro              | LINEAR                                                 |
| 164889 -           | 1999 VN93              | 9 de novembre de 1999  | Socorro              | LINEAR                                                 |
| 164890 -           | 1999 VL101             | 9 de novembre de 1999  | Socorro              | LINEAR                                                 |
| 164891 -           | 1999 VD104             | 9 de novembre de 1999  | Socorro              | LINEAR                                                 |
| 164892 -           | 1999 VD106             | 9 de novembre de 1999  | Socorro              | LINEAR                                                 |
| 164893 -           | 1999 VV106             | 9 de novembre de 1999  | Socorro              | LINEAR                                                 |
| 164894 -           | 1999 VR107             | 9 de novembre de 1999  | Socorro              | LINEAR                                                 |
| 164895 -           | 1999 VZ110             | 9 de novembre de 1999  | Socorro              | LINEAR                                                 |
| 164896 -           | 1999 VE116             | 4 de novembre de 1999  | Kitt Peak            | Spacewatch                                             |
| 164897 -           | 1999 VV134             | 10 de novembre de 1999 | Kitt Peak            | Spacewatch                                             |
| 164898 -           | 1999 VM159             | 14 de novembre de 1999 | Socorro              | LINEAR                                                 |
| 164899 -           | 1999 VR162             | 14 de novembre de 1999 | Socorro              | LINEAR                                                 |
| 164900 -           | 1999 VE181             | 9 de novembre de 1999  | Socorro              | LINEAR                                                 |
| 164901-165000      |                        |                        |                      |                                                        |
| 164901 -           | 1999 VK181             | 9 de novembre de 1999  | Socorro              | LINEAR                                                 |
| 164902 -           | 1999 VT190             | 15 de novembre de 1999 | Socorro              | LINEAR                                                 |
| 164903 -           | 1999 VP225             | 5 de novembre de 1999  | Socorro              | LINEAR                                                 |
| 164904 -           | 1999 WP2               | 26 de novembre de 1999 | Višnjan Observatory  | K. Korlević                                            |
| 164905 -           | 1999 WU9               | 30 de novembre de 1999 | Oizumi               | T. Kobayashi                                           |
| 164906 -           | 1999 WY15              | 29 de novembre de 1999 | Kitt Peak            | Spacewatch                                             |
| 164907 -           | 1999 WL17              | 30 de novembre de 1999 | Kitt Peak            | Spacewatch                                             |
| 164908 -           | 1999 XC3               | 4 de desembre de 1999  | Catalina             | CSS                                                    |
| 164909 -           | 1999 XO4               | 4 de desembre de 1999  | Catalina             | CSS                                                    |
| 164910 -           | 1999 XL10              | 5 de desembre de 1999  | Catalina             | CSS                                                    |
| 164911 -           | 1999 XB13              | 5 de desembre de 1999  | Socorro              | LINEAR                                                 |
| 164912 -           | 1999 XP15              | 5 de desembre de 1999  | Višnjan Observatory  | K. Korlević                                            |
| 164913 -           | 1999 XK32              | 6 de desembre de 1999  | Socorro              | LINEAR                                                 |
| 164914 -           | 1999 XV37              | 7 de desembre de 1999  | Dynic                | A. Sugie                                               |
| 164915 -           | 1999 XC38              | 6 de desembre de 1999  | Gnosca               | S. Sposetti                                            |
| 164916 -           | 1999 XV38              | 5 de desembre de 1999  | Socorro              | LINEAR                                                 |
| 164917 -           | 1999 XF41              | 7 de desembre de 1999  | Socorro              | LINEAR                                                 |
| 164918 -           | 1999 XR41              | 7 de desembre de 1999  | Socorro              | LINEAR                                                 |
| 164919 -           | 1999 XD44              | 7 de desembre de 1999  | Socorro              | LINEAR                                                 |
| 164920 -           | 1999 XL46              | 7 de desembre de 1999  | Socorro              | LINEAR                                                 |
| 164921 -           | 1999 XW57              | 7 de desembre de 1999  | Socorro              | LINEAR                                                 |
| 164922 -           | 1999 XZ72              | 7 de desembre de 1999  | Socorro              | LINEAR                                                 |
| 164923 -           | 1999 XC77              | 7 de desembre de 1999  | Socorro              | LINEAR                                                 |
| 164924 -           | 1999 XS77              | 7 de desembre de 1999  | Socorro              | LINEAR                                                 |
| 164925 -           | 1999 XN79              | 7 de desembre de 1999  | Socorro              | LINEAR                                                 |
| 164926 -           | 1999 XL87              | 7 de desembre de 1999  | Socorro              | LINEAR                                                 |
| 164927 -           | 1999 XO92              | 7 de desembre de 1999  | Socorro              | LINEAR                                                 |
| 164928 -           | 1999 XQ99              | 7 de desembre de 1999  | Socorro              | LINEAR                                                 |
| 164929 -           | 1999 XK102             | 7 de desembre de 1999  | Socorro              | LINEAR                                                 |
| 164930 -           | 1999 XZ111             | 7 de desembre de 1999  | Socorro              | LINEAR                                                 |
| 164931 -           | 1999 XO113             | 11 de desembre de 1999 | Socorro              | LINEAR                                                 |
| 164932 -           | 1999 XW115             | 5 de desembre de 1999  | Catalina             | CSS                                                    |
| 164933 -           | 1999 XJ124             | 7 de desembre de 1999  | Catalina             | CSS                                                    |
| 164934 -           | 1999 XV125             | 7 de desembre de 1999  | Catalina             | CSS                                                    |
| 164935 -           | 1999 XR126             | 7 de desembre de 1999  | Catalina             | CSS                                                    |
| 164936 -           | 1999 XX128             | 12 de desembre de 1999 | Socorro              | LINEAR                                                 |
| 164937 -           | 1999 XW145             | 7 de desembre de 1999  | Kitt Peak            | Spacewatch                                             |
| 164938 -           | 1999 XU151             | 7 de desembre de 1999  | Kitt Peak            | Spacewatch                                             |
| 164939 -           | 1999 XT155             | 8 de desembre de 1999  | Socorro              | LINEAR                                                 |
| 164940 -           | 1999 XZ155             | 8 de desembre de 1999  | Socorro              | LINEAR                                                 |
| 164941 -           | 1999 XQ168             | 10 de desembre de 1999 | Socorro              | LINEAR                                                 |
| 164942 -           | 1999 XE170             | 10 de desembre de 1999 | Socorro              | LINEAR                                                 |
| 164943 -           | 1999 XS176             | 10 de desembre de 1999 | Socorro              | LINEAR                                                 |
| 164944 -           | 1999 XU177             | 10 de desembre de 1999 | Socorro              | LINEAR                                                 |
| 164945 -           | 1999 XD183             | 12 de desembre de 1999 | Socorro              | LINEAR                                                 |
| 164946 -           | 1999 XF192             | 12 de desembre de 1999 | Socorro              | LINEAR                                                 |
| 164947 -           | 1999 XN201             | 12 de desembre de 1999 | Socorro              | LINEAR                                                 |
| 164948 -           | 1999 XQ229             | 7 de desembre de 1999  | Catalina             | CSS                                                    |
| 164949 -           | 1999 XF231             | 7 de desembre de 1999  | Catalina             | CSS                                                    |
| 164950 -           | 1999 XC234             | 4 de desembre de 1999  | Anderson Mesa        | LONEOS                                                 |
| 164951 -           | 1999 XM242             | 13 de desembre de 1999 | Socorro              | LINEAR                                                 |
| 164952 -           | 1999 XM243             | 3 de desembre de 1999  | Anderson Mesa        | LONEOS                                                 |
| 164953 -           | 1999 XP252             | 12 de desembre de 1999 | Kitt Peak            | Spacewatch                                             |
| 164954 -           | 1999 YW3               | 19 de desembre de 1999 | Socorro              | LINEAR                                                 |
| 164955 -           | 1999 YA11              | 27 de desembre de 1999 | Kitt Peak            | Spacewatch                                             |
| 164956 -           | 1999 YZ13              | 27 de desembre de 1999 | Kitt Peak            | Spacewatch                                             |
| 164957 -           | 1999 YW22              | 31 de desembre de 1999 | Anderson Mesa        | LONEOS                                                 |
| 164958 -           | 2000 AM3               | 2 de gener de 2000     | Socorro              | LINEAR                                                 |
| 164959 -           | 2000 AS8               | 2 de gener de 2000     | Socorro              | LINEAR                                                 |
| 164960 -           | 2000 AW13              | 3 de gener de 2000     | Socorro              | LINEAR                                                 |
| 164961 -           | 2000 AH16              | 3 de gener de 2000     | Socorro              | LINEAR                                                 |
| 164962 -           | 2000 AO27              | 3 de gener de 2000     | Socorro              | LINEAR                                                 |
| 164963 -           | 2000 AW29              | 3 de gener de 2000     | Socorro              | LINEAR                                                 |
| 164964 -           | 2000 AT30              | 3 de gener de 2000     | Socorro              | LINEAR                                                 |
| 164965 -           | 2000 AZ39              | 3 de gener de 2000     | Socorro              | LINEAR                                                 |
| 164966 -           | 2000 AM44              | 5 de gener de 2000     | Kitt Peak            | Spacewatch                                             |
| 164967 -           | 2000 AO51              | 4 de gener de 2000     | Socorro              | LINEAR                                                 |
| 164968 -           | 2000 AS52              | 4 de gener de 2000     | Socorro              | LINEAR                                                 |
| 164969 -           | 2000 AK53              | 4 de gener de 2000     | Socorro              | LINEAR                                                 |
| 164970 -           | 2000 AV53              | 4 de gener de 2000     | Socorro              | LINEAR                                                 |
| 164971 -           | 2000 AV61              | 4 de gener de 2000     | Socorro              | LINEAR                                                 |
| 164972 -           | 2000 AM62              | 4 de gener de 2000     | Socorro              | LINEAR                                                 |
| 164973 -           | 2000 AU68              | 5 de gener de 2000     | Socorro              | LINEAR                                                 |
| 164974 -           | 2000 AO78              | 5 de gener de 2000     | Socorro              | LINEAR                                                 |
| 164975 -           | 2000 AO117             | 5 de gener de 2000     | Socorro              | LINEAR                                                 |
| 164976 -           | 2000 AJ118             | 5 de gener de 2000     | Socorro              | LINEAR                                                 |
| 164977 -           | 2000 AA123             | 5 de gener de 2000     | Socorro              | LINEAR                                                 |
| 164978 -           | 2000 AH143             | 5 de gener de 2000     | Socorro              | LINEAR                                                 |
| 164979 -           | 2000 AK152             | 8 de gener de 2000     | Socorro              | LINEAR                                                 |
| 164980 -           | 2000 AW152             | 8 de gener de 2000     | Socorro              | LINEAR                                                 |
| 164981 -           | 2000 AT167             | 8 de gener de 2000     | Socorro              | LINEAR                                                 |
| 164982 -           | 2000 AL171             | 7 de gener de 2000     | Socorro              | LINEAR                                                 |
| 164983 -           | 2000 AE178             | 7 de gener de 2000     | Socorro              | LINEAR                                                 |
| 164984 -           | 2000 AF193             | 8 de gener de 2000     | Socorro              | LINEAR                                                 |
| 164985 -           | 2000 AN207             | 3 de gener de 2000     | Kitt Peak            | Spacewatch                                             |
| 164986 -           | 2000 AE219             | 8 de gener de 2000     | Kitt Peak            | Spacewatch                                             |
| 164987 -           | 2000 AE234             | 5 de gener de 2000     | Socorro              | LINEAR                                                 |
| 164988 -           | 2000 AK239             | 6 de gener de 2000     | Socorro              | LINEAR                                                 |
| 164989 -           | 2000 AE247             | 2 de gener de 2000     | Socorro              | LINEAR                                                 |
| 164990 -           | 2000 BB2               | 27 de gener de 2000    | Kitt Peak            | Spacewatch                                             |
| 164991 -           | 2000 BQ8               | 29 de gener de 2000    | Socorro              | LINEAR                                                 |
| 164992 -           | 2000 BX8               | 29 de gener de 2000    | Socorro              | LINEAR                                                 |
| 164993 -           | 2000 BW9               | 26 de gener de 2000    | Kitt Peak            | Spacewatch                                             |
| 164994 -           | 2000 BK13              | 29 de gener de 2000    | Kitt Peak            | Spacewatch                                             |
| 164995 -           | 2000 BR16              | 30 de gener de 2000    | Socorro              | LINEAR                                                 |
| 164996 -           | 2000 BS17              | 30 de gener de 2000    | Socorro              | LINEAR                                                 |
| 164997 -           | 2000 BW24              | 29 de gener de 2000    | Socorro              | LINEAR                                                 |
| 164998 -           | 2000 BO25              | 30 de gener de 2000    | Socorro              | LINEAR                                                 |
| 164999 -           | 2000 BS25              | 30 de gener de 2000    | Socorro              | LINEAR                                                 |
| 165000 -           | 2000 BS31              | 27 de gener de 2000    | Kitt Peak            | Spacewatch                                             |